# فهرست سیارک‌ها (۱۳۵۰۰۱–۱۳۶۰۰۱)
فهرست سیارک‌ها (۱۳۵۰۰۱ - ۱۳۶۰۰۱) فهرست سیارک‌ها از ۱۳۵۰۰۱ تا ۱۳۶۰۰۱ است.
| نام    | نام انگلیسی  | تاریخ کشف       |
| ------ | ------------ | --------------- |
| ۱۳۵۰۰۱ | 2001 HR21    | ۲۳ آوریل ۲۰۰۱   |
| ۱۳۵۰۰۲ | 2001 HU27    | ۲۷ آوریل ۲۰۰۱   |
| ۱۳۵۰۰۳ | 2001 HQ45    | ۱۷ آوریل ۲۰۰۱   |
| ۱۳۵۰۰۴ | 2001 HZ45    | ۱۷ آوریل ۲۰۰۱   |
| ۱۳۵۰۰۵ | 2001 HC54    | ۲۴ آوریل ۲۰۰۱   |
| ۱۳۵۰۰۶ | 2001 HB58    | ۲۵ آوریل ۲۰۰۱   |
| ۱۳۵۰۰۷ | 2001 HF58    | ۲۵ آوریل ۲۰۰۱   |
| ۱۳۵۰۰۷ | 2001 JB      | ۲ مه ۲۰۰۱       |
| ۱۳۵۰۰۹ | 2001 JQ2     | ۱۵ مه ۲۰۰۱      |
| ۱۳۵۰۱۰ | 2001 JA9     | ۱۵ مه ۲۰۰۱      |
| ۱۳۵۰۱۱ | 2001 KR12    | ۱۸ مه ۲۰۰۱      |
| ۱۳۵۰۱۲ | 2001 KX12    | ۱۸ مه ۲۰۰۱      |
| ۱۳۵۰۱۳ | 2001 KY16    | ۱۸ مه ۲۰۰۱      |
| ۱۳۵۰۱۴ | 2001 KZ25    | ۱۷ مه ۲۰۰۱      |
| ۱۳۵۰۱۵ | 2001 KU36    | ۲۱ مه ۲۰۰۱      |
| ۱۳۵۰۱۶ | 2001 KD41    | ۲۳ مه ۲۰۰۱      |
| ۱۳۵۰۱۷ | 2001 KC44    | ۲۲ مه ۲۰۰۱      |
| ۱۳۵۰۱۸ | 2001 KZ44    | ۲۲ مه ۲۰۰۱      |
| ۱۳۵۰۱۹ | 2001 KE46    | ۲۲ مه ۲۰۰۱      |
| ۱۳۵۰۲۰ | 2001 KA50    | ۲۴ مه ۲۰۰۱      |
| ۱۳۵۰۲۱ | 2001 KB55    | ۲۶ مه ۲۰۰۱      |
| ۱۳۵۰۲۲ | 2001 KK65    | ۲۲ مه ۲۰۰۱      |
| ۱۳۵۰۲۳ | 2001 KL75    | ۳۱ مه ۲۰۰۱      |
| ۱۳۵۰۲۴ | 2001 KO76    | ۲۳ مه ۲۰۰۱      |
| ۱۳۵۰۲۵ | 2001 LW5     | ۱۲ ژوئن ۲۰۰۱    |
| ۱۳۵۰۲۶ | 2001 LW12    | ۱۵ ژوئن ۲۰۰۱    |
| ۱۳۵۰۲۷ | 2001 LZ13    | ۱۵ ژوئن ۲۰۰۱    |
| ۱۳۵۰۲۸ | 2001 MH4     | ۲۱ ژوئن ۲۰۰۱    |
| ۱۳۵۰۲۹ | 2001 MC8     | ۲۰ ژوئن ۲۰۰۱    |
| ۱۳۵۰۳۰ | 2001 ME10    | ۲۴ ژوئن ۲۰۰۱    |
| ۱۳۵۰۳۱ | 2001 ME20    | ۲۵ ژوئن ۲۰۰۱    |
| ۱۳۵۰۳۲ | 2001 ME27    | ۲۰ ژوئن ۲۰۰۱    |
| ۱۳۵۰۳۳ | 2001 MH29    | ۲۷ ژوئن ۲۰۰۱    |
| ۱۳۵۰۳۴ | 2001 MM30    | ۲۱ ژوئن ۲۰۰۱    |
| ۱۳۵۰۳۵ | 2001 NC5     | ۱۳ ژوئیه ۲۰۰۱   |
| ۱۳۵۰۳۶ | 2001 NF11    | ۱۴ ژوئیه ۲۰۰۱   |
| ۱۳۵۰۳۷ | 2001 NK16    | ۱۴ ژوئیه ۲۰۰۱   |
| ۱۳۵۰۳۸ | 2001 NS20    | ۱۴ ژوئیه ۲۰۰۱   |
| ۱۳۵۰۳۹ | 2001 OA2     | ۱۸ ژوئیه ۲۰۰۱   |
| ۱۳۵۰۴۰ | 2001 OC10    | ۱۹ ژوئیه ۲۰۰۱   |
| ۱۳۵۰۴۱ | 2001 OU12    | ۲۱ ژوئیه ۲۰۰۱   |
| ۱۳۵۰۴۲ | 2001 OE19    | ۱۷ ژوئیه ۲۰۰۱   |
| ۱۳۵۰۴۳ | 2001 OR23    | ۲۲ ژوئیه ۲۰۰۱   |
| ۱۳۵۰۴۴ | 2001 OM30    | ۱۹ ژوئیه ۲۰۰۱   |
| ۱۳۵۰۴۵ | 2001 OF32    | ۲۴ ژوئیه ۲۰۰۱   |
| ۱۳۵۰۴۶ | 2001 OX42    | ۲۲ ژوئیه ۲۰۰۱   |
| ۱۳۵۰۴۷ | 2001 ON44    | ۲۳ ژوئیه ۲۰۰۱   |
| ۱۳۵۰۴۸ | 2001 OT46    | ۱۶ ژوئیه ۲۰۰۱   |
| ۱۳۵۰۴۹ | 2001 OX53    | ۲۱ ژوئیه ۲۰۰۱   |
| ۱۳۵۰۵۰ | 2001 OK55    | ۲۲ ژوئیه ۲۰۰۱   |
| ۱۳۵۰۵۱ | 2001 OZ55    | ۲۲ ژوئیه ۲۰۰۱   |
| ۱۳۵۰۵۲ | 2001 OD56    | ۲۳ ژوئیه ۲۰۰۱   |
| ۱۳۵۰۵۳ | 2001 OJ59    | ۲۱ ژوئیه ۲۰۰۱   |
| ۱۳۵۰۵۴ | 2001 OX68    | ۱۶ ژوئیه ۲۰۰۱   |
| ۱۳۵۰۵۵ | 2001 OE76    | ۲۹ ژوئیه ۲۰۰۱   |
| ۱۳۵۰۵۶ | 2001 OY76    | ۲۵ ژوئیه ۲۰۰۱   |
| ۱۳۵۰۵۷ | 2001 OR81    | ۲۶ ژوئیه ۲۰۰۱   |
| ۱۳۵۰۵۸ | 2001 OT87    | ۳۰ ژوئیه ۲۰۰۱   |
| ۱۳۵۰۵۹ | 2001 OX89    | ۲۳ ژوئیه ۲۰۰۱   |
| ۱۳۵۰۶۰ | 2001 ON101   | ۲۸ ژوئیه ۲۰۰۱   |
| ۱۳۵۰۶۱ | 2001 PG1     | ۳ اوت ۲۰۰۱      |
| ۱۳۵۰۶۲ | 2001 PR7     | ۱۰ اوت ۲۰۰۱     |
| ۱۳۵۰۶۳ | 2001 PB8     | ۱۰ اوت ۲۰۰۱     |
| ۱۳۵۰۶۴ | 2001 PC13    | ۱۱ اوت ۲۰۰۱     |
| ۱۳۵۰۶۵ | 2001 PF18    | ۹ اوت ۲۰۰۱      |
| ۱۳۵۰۶۶ | 2001 PS23    | ۱۱ اوت ۲۰۰۱     |
| ۱۳۵۰۶۷ | 2001 PU24    | ۱۱ اوت ۲۰۰۱     |
| ۱۳۵۰۶۸ | 2001 PP27    | ۱۱ اوت ۲۰۰۱     |
| ۱۳۵۰۶۹ | Gagnereau    | ۱۵ اوت ۲۰۰۱     |
| ۱۳۵۰۷۰ | 2001 PW30    | ۱۰ اوت ۲۰۰۱     |
| ۱۳۵۰۷۱ | 2001 PF32    | ۱۰ اوت ۲۰۰۱     |
| ۱۳۵۰۷۲ | 2001 PA34    | ۱۰ اوت ۲۰۰۱     |
| ۱۳۵۰۷۳ | 2001 PH40    | ۱۱ اوت ۲۰۰۱     |
| ۱۳۵۰۷۴ | 2001 PX41    | ۱۱ اوت ۲۰۰۱     |
| ۱۳۵۰۷۵ | 2001 PL45    | ۱۲ اوت ۲۰۰۱     |
| ۱۳۵۰۷۶ | 2001 PC56    | ۱۴ اوت ۲۰۰۱     |
| ۱۳۵۰۷۷ | 2001 PE57    | ۱۴ اوت ۲۰۰۱     |
| ۱۳۵۰۷۸ | 2001 PB58    | ۱۴ اوت ۲۰۰۱     |
| ۱۳۵۰۷۹ | 2001 PH65    | ۱۱ اوت ۲۰۰۱     |
| ۱۳۵۰۸۰ | 2001 PP65    | ۱۳ اوت ۲۰۰۱     |
| ۱۳۵۰۸۱ | 2001 QY9     | ۱۶ اوت ۲۰۰۱     |
| ۱۳۵۰۸۲ | 2001 QV19    | ۱۶ اوت ۲۰۰۱     |
| ۱۳۵۰۸۳ | 2001 QR23    | ۱۶ اوت ۲۰۰۱     |
| ۱۳۵۰۸۴ | 2001 QL31    | ۱۶ اوت ۲۰۰۱     |
| ۱۳۵۰۸۵ | 2001 QZ38    | ۱۶ اوت ۲۰۰۱     |
| ۱۳۵۰۸۶ | 2001 QY42    | ۱۶ اوت ۲۰۰۱     |
| ۱۳۵۰۸۷ | 2001 QY46    | ۱۶ اوت ۲۰۰۱     |
| ۱۳۵۰۸۸ | 2001 QV57    | ۱۶ اوت ۲۰۰۱     |
| ۱۳۵۰۸۹ | 2001 QC60    | ۱۸ اوت ۲۰۰۱     |
| ۱۳۵۰۹۰ | 2001 QU61    | ۱۶ اوت ۲۰۰۱     |
| ۱۳۵۰۹۱ | 2001 QV62    | ۱۶ اوت ۲۰۰۱     |
| ۱۳۵۰۹۲ | 2001 QR65    | ۱۷ اوت ۲۰۰۱     |
| ۱۳۵۰۹۳ | 2001 QG66    | ۱۷ اوت ۲۰۰۱     |
| ۱۳۵۰۹۴ | 2001 QO69    | ۱۷ اوت ۲۰۰۱     |
| ۱۳۵۰۹۵ | 2001 QJ71    | ۱۶ اوت ۲۰۰۱     |
| ۱۳۵۰۹۶ | 2001 QD73    | ۱۹ اوت ۲۰۰۱     |
| ۱۳۵۰۹۷ | 2001 QY73    | ۱۶ اوت ۲۰۰۱     |
| ۱۳۵۰۹۸ | 2001 QE78    | ۱۶ اوت ۲۰۰۱     |
| ۱۳۵۰۹۹ | 2001 QB81    | ۱۷ اوت ۲۰۰۱     |
| ۱۳۵۱۰۰ | 2001 QO81    | ۱۷ اوت ۲۰۰۱     |
| ۱۳۵۱۰۱ | 2001 QT83    | ۱۷ اوت ۲۰۰۱     |
| ۱۳۵۱۰۲ | 2001 QJ84    | ۱۷ اوت ۲۰۰۱     |
| ۱۳۵۱۰۳ | 2001 QV84    | ۱۹ اوت ۲۰۰۱     |
| ۱۳۵۱۰۴ | 2001 QO90    | ۲۱ اوت ۲۰۰۱     |
| ۱۳۵۱۰۵ | 2001 QN91    | ۱۶ اوت ۲۰۰۱     |
| ۱۳۵۱۰۶ | 2001 QN100   | ۲۲ اوت ۲۰۰۱     |
| ۱۳۵۱۰۷ | 2001 QZ100   | ۱۹ اوت ۲۰۰۱     |
| ۱۳۵۱۰۸ | 2001 QS101   | ۱۸ اوت ۲۰۰۱     |
| ۱۳۵۱۰۹ | 2001 QN104   | ۲۱ اوت ۲۰۰۱     |
| ۱۳۵۱۱۰ | 2001 QP106   | ۲۴ اوت ۲۰۰۱     |
| ۱۳۵۱۱۱ | 2001 QV112   | ۲۵ اوت ۲۰۰۱     |
| ۱۳۵۱۱۲ | 2001 QW112   | ۲۵ اوت ۲۰۰۱     |
| ۱۳۵۱۱۳ | 2001 QH113   | ۲۵ اوت ۲۰۰۱     |
| ۱۳۵۱۱۴ | 2001 QM113   | ۲۵ اوت ۲۰۰۱     |
| ۱۳۵۱۱۵ | 2001 QA115   | ۱۷ اوت ۲۰۰۱     |
| ۱۳۵۱۱۶ | 2001 QD115   | ۱۷ اوت ۲۰۰۱     |
| ۱۳۵۱۱۷ | 2001 QK116   | ۱۷ اوت ۲۰۰۱     |
| ۱۳۵۱۱۸ | 2001 QT117   | ۱۷ اوت ۲۰۰۱     |
| ۱۳۵۱۱۹ | 2001 QB128   | ۲۰ اوت ۲۰۰۱     |
| ۱۳۵۱۲۰ | 2001 QP130   | ۲۰ اوت ۲۰۰۱     |
| ۱۳۵۱۲۱ | 2001 QO137   | ۲۲ اوت ۲۰۰۱     |
| ۱۳۵۱۲۲ | 2001 QH139   | ۲۲ اوت ۲۰۰۱     |
| ۱۳۵۱۲۳ | 2001 QE140   | ۲۲ اوت ۲۰۰۱     |
| ۱۳۵۱۲۴ | 2001 QT146   | ۲۰ اوت ۲۰۰۱     |
| ۱۳۵۱۲۵ | 2001 QP155   | ۲۳ اوت ۲۰۰۱     |
| ۱۳۵۱۲۶ | 2001 QX158   | ۲۳ اوت ۲۰۰۱     |
| ۱۳۵۱۲۷ | 2001 QR160   | ۲۳ اوت ۲۰۰۱     |
| ۱۳۵۱۲۸ | 2001 QW162   | ۲۳ اوت ۲۰۰۱     |
| ۱۳۵۱۲۹ | 2001 QR169   | ۲۲ اوت ۲۰۰۱     |
| ۱۳۵۱۳۰ | 2001 QA171   | ۲۴ اوت ۲۰۰۱     |
| ۱۳۵۱۳۱ | 2001 QB174   | ۲۶ اوت ۲۰۰۱     |
| ۱۳۵۱۳۲ | 2001 QJ177   | ۲۱ اوت ۲۰۰۱     |
| ۱۳۵۱۳۳ | 2001 QD179   | ۲۸ اوت ۲۰۰۱     |
| ۱۳۵۱۳۴ | 2001 QE179   | ۲۸ اوت ۲۰۰۱     |
| ۱۳۵۱۳۵ | 2001 QD180   | ۲۵ اوت ۲۰۰۱     |
| ۱۳۵۱۳۶ | 2001 QT182   | ۱۷ اوت ۲۰۰۱     |
| ۱۳۵۱۳۷ | 2001 QX182   | ۲۲ اوت ۲۰۰۱     |
| ۱۳۵۱۳۸ | 2001 QY187   | ۲۱ اوت ۲۰۰۱     |
| ۱۳۵۱۳۹ | 2001 QD195   | ۲۲ اوت ۲۰۰۱     |
| ۱۳۵۱۴۰ | 2001 QJ197   | ۲۲ اوت ۲۰۰۱     |
| ۱۳۵۱۴۱ | 2001 QH201   | ۲۲ اوت ۲۰۰۱     |
| ۱۳۵۱۴۲ | 2001 QU201   | ۲۲ اوت ۲۰۰۱     |
| ۱۳۵۱۴۳ | 2001 QX204   | ۲۳ اوت ۲۰۰۱     |
| ۱۳۵۱۴۴ | 2001 QY209   | ۲۳ اوت ۲۰۰۱     |
| ۱۳۵۱۴۵ | 2001 QA211   | ۲۳ اوت ۲۰۰۱     |
| ۱۳۵۱۴۶ | 2001 QJ212   | ۲۳ اوت ۲۰۰۱     |
| ۱۳۵۱۴۷ | 2001 QS217   | ۲۳ اوت ۲۰۰۱     |
| ۱۳۵۱۴۸ | 2001 QT217   | ۲۳ اوت ۲۰۰۱     |
| ۱۳۵۱۴۹ | 2001 QZ217   | ۲۳ اوت ۲۰۰۱     |
| ۱۳۵۱۵۰ | 2001 QC218   | ۲۳ اوت ۲۰۰۱     |
| ۱۳۵۱۵۱ | 2001 QN219   | ۲۳ اوت ۲۰۰۱     |
| ۱۳۵۱۵۲ | 2001 QO219   | ۲۳ اوت ۲۰۰۱     |
| ۱۳۵۱۵۳ | 2001 QF223   | ۲۴ اوت ۲۰۰۱     |
| ۱۳۵۱۵۴ | 2001 QR224   | ۲۴ اوت ۲۰۰۱     |
| ۱۳۵۱۵۵ | 2001 QK225   | ۲۴ اوت ۲۰۰۱     |
| ۱۳۵۱۵۶ | 2001 QS229   | ۲۴ اوت ۲۰۰۱     |
| ۱۳۵۱۵۷ | 2001 QO230   | ۲۴ اوت ۲۰۰۱     |
| ۱۳۵۱۵۸ | 2001 QQ232   | ۲۴ اوت ۲۰۰۱     |
| ۱۳۵۱۵۹ | 2001 QG235   | ۲۴ اوت ۲۰۰۱     |
| ۱۳۵۱۶۰ | 2001 QL241   | ۲۴ اوت ۲۰۰۱     |
| ۱۳۵۱۶۱ | 2001 QN241   | ۲۴ اوت ۲۰۰۱     |
| ۱۳۵۱۶۲ | 2001 QW243   | ۲۴ اوت ۲۰۰۱     |
| ۱۳۵۱۶۳ | 2001 QP244   | ۲۴ اوت ۲۰۰۱     |
| ۱۳۵۱۶۴ | 2001 QH248   | ۲۴ اوت ۲۰۰۱     |
| ۱۳۵۱۶۵ | 2001 QT249   | ۲۴ اوت ۲۰۰۱     |
| ۱۳۵۱۶۶ | 2001 QP252   | ۲۵ اوت ۲۰۰۱     |
| ۱۳۵۱۶۷ | 2001 QZ252   | ۲۵ اوت ۲۰۰۱     |
| ۱۳۵۱۶۸ | 2001 QA253   | ۲۵ اوت ۲۰۰۱     |
| ۱۳۵۱۶۹ | 2001 QQ255   | ۲۵ اوت ۲۰۰۱     |
| ۱۳۵۱۷۰ | 2001 QL262   | ۲۵ اوت ۲۰۰۱     |
| ۱۳۵۱۷۱ | 2001 QX262   | ۲۵ اوت ۲۰۰۱     |
| ۱۳۵۱۷۲ | 2001 QL265   | ۲۶ اوت ۲۰۰۱     |
| ۱۳۵۱۷۳ | 2001 QN267   | ۲۰ اوت ۲۰۰۱     |
| ۱۳۵۱۷۴ | 2001 QC270   | ۱۹ اوت ۲۰۰۱     |
| ۱۳۵۱۷۵ | 2001 QP270   | ۱۹ اوت ۲۰۰۱     |
| ۱۳۵۱۷۶ | 2001 QG278   | ۱۹ اوت ۲۰۰۱     |
| ۱۳۵۱۷۷ | 2001 QT278   | ۱۹ اوت ۲۰۰۱     |
| ۱۳۵۱۷۸ | 2001 QL282   | ۱۹ اوت ۲۰۰۱     |
| ۱۳۵۱۷۹ | 2001 QV282   | ۱۹ اوت ۲۰۰۱     |
| ۱۳۵۱۸۰ | 2001 QT291   | ۱۶ اوت ۲۰۰۱     |
| ۱۳۵۱۸۱ | 2001 QJ295   | ۲۴ اوت ۲۰۰۱     |
| ۱۳۵۱۸۲ | 2001 QT322   | ۲۱ اوت ۲۰۰۱     |
| ۱۳۵۱۸۳ | 2001 QK329   | ۲۳ اوت ۲۰۰۱     |
| ۱۳۵۱۸۴ | 2001 QM329   | ۲۳ اوت ۲۰۰۱     |
| ۱۳۵۱۸۴ | 2001 RR      | ۸ سپتامبر ۲۰۰۱  |
| ۱۳۵۱۸۶ | 2001 RH2     | ۸ سپتامبر ۲۰۰۱  |
| ۱۳۵۱۸۷ | 2001 RH10    | ۱۰ سپتامبر ۲۰۰۱ |
| ۱۳۵۱۸۸ | 2001 RA14    | ۱۰ سپتامبر ۲۰۰۱ |
| ۱۳۵۱۸۹ | 2001 RT18    | ۷ سپتامبر ۲۰۰۱  |
| ۱۳۵۱۹۰ | 2001 RD19    | ۷ سپتامبر ۲۰۰۱  |
| ۱۳۵۱۹۱ | 2001 RS19    | ۷ سپتامبر ۲۰۰۱  |
| ۱۳۵۱۹۲ | 2001 RZ22    | ۷ سپتامبر ۲۰۰۱  |
| ۱۳۵۱۹۳ | 2001 RR23    | ۷ سپتامبر ۲۰۰۱  |
| ۱۳۵۱۹۴ | 2001 RY23    | ۷ سپتامبر ۲۰۰۱  |
| ۱۳۵۱۹۵ | 2001 RO29    | ۷ سپتامبر ۲۰۰۱  |
| ۱۳۵۱۹۶ | 2001 RF38    | ۸ سپتامبر ۲۰۰۱  |
| ۱۳۵۱۹۷ | 2001 RB42    | ۱۱ سپتامبر ۲۰۰۱ |
| ۱۳۵۱۹۸ | 2001 RX42    | ۶ سپتامبر ۲۰۰۱  |
| ۱۳۵۱۹۹ | 2001 RV44    | ۱۳ سپتامبر ۲۰۰۱ |
| ۱۳۵۲۰۰ | 2001 RR49    | ۱۰ سپتامبر ۲۰۰۱ |
| ۱۳۵۲۰۱ | 2001 RN52    | ۱۲ سپتامبر ۲۰۰۱ |
| ۱۳۵۲۰۲ | 2001 RC53    | ۱۲ سپتامبر ۲۰۰۱ |
| ۱۳۵۲۰۳ | 2001 RV53    | ۱۲ سپتامبر ۲۰۰۱ |
| ۱۳۵۲۰۴ | 2001 RW56    | ۱۲ سپتامبر ۲۰۰۱ |
| ۱۳۵۲۰۵ | 2001 RO60    | ۱۲ سپتامبر ۲۰۰۱ |
| ۱۳۵۲۰۶ | 2001 RF61    | ۱۲ سپتامبر ۲۰۰۱ |
| ۱۳۵۲۰۷ | 2001 RD67    | ۱۰ سپتامبر ۲۰۰۱ |
| ۱۳۵۲۰۸ | 2001 RF68    | ۱۰ سپتامبر ۲۰۰۱ |
| ۱۳۵۲۰۹ | 2001 RB69    | ۱۰ سپتامبر ۲۰۰۱ |
| ۱۳۵۲۱۰ | 2001 RO70    | ۱۰ سپتامبر ۲۰۰۱ |
| ۱۳۵۲۱۱ | 2001 RL72    | ۱۰ سپتامبر ۲۰۰۱ |
| ۱۳۵۲۱۲ | 2001 RZ72    | ۱۰ سپتامبر ۲۰۰۱ |
| ۱۳۵۲۱۳ | 2001 RE82    | ۱۱ سپتامبر ۲۰۰۱ |
| ۱۳۵۲۱۴ | 2001 RE85    | ۱۱ سپتامبر ۲۰۰۱ |
| ۱۳۵۲۱۵ | 2001 RT85    | ۱۱ سپتامبر ۲۰۰۱ |
| ۱۳۵۲۱۶ | 2001 RQ86    | ۱۱ سپتامبر ۲۰۰۱ |
| ۱۳۵۲۱۷ | 2001 RH88    | ۱۱ سپتامبر ۲۰۰۱ |
| ۱۳۵۲۱۸ | 2001 RC92    | ۱۱ سپتامبر ۲۰۰۱ |
| ۱۳۵۲۱۹ | 2001 RN94    | ۱۱ سپتامبر ۲۰۰۱ |
| ۱۳۵۲۲۰ | 2001 RX100   | ۱۲ سپتامبر ۲۰۰۱ |
| ۱۳۵۲۲۱ | 2001 RK101   | ۱۲ سپتامبر ۲۰۰۱ |
| ۱۳۵۲۲۲ | 2001 RS103   | ۱۲ سپتامبر ۲۰۰۱ |
| ۱۳۵۲۲۳ | 2001 RK109   | ۱۲ سپتامبر ۲۰۰۱ |
| ۱۳۵۲۲۴ | 2001 RO119   | ۱۲ سپتامبر ۲۰۰۱ |
| ۱۳۵۲۲۵ | 2001 RU119   | ۱۲ سپتامبر ۲۰۰۱ |
| ۱۳۵۲۲۶ | 2001 RE120   | ۱۲ سپتامبر ۲۰۰۱ |
| ۱۳۵۲۲۷ | 2001 RX121   | ۱۲ سپتامبر ۲۰۰۱ |
| ۱۳۵۲۲۸ | 2001 RB124   | ۱۲ سپتامبر ۲۰۰۱ |
| ۱۳۵۲۲۹ | 2001 RM126   | ۱۲ سپتامبر ۲۰۰۱ |
| ۱۳۵۲۳۰ | 2001 RC127   | ۱۲ سپتامبر ۲۰۰۱ |
| ۱۳۵۲۳۱ | 2001 RC136   | ۱۲ سپتامبر ۲۰۰۱ |
| ۱۳۵۲۳۲ | 2001 RY139   | ۱۲ سپتامبر ۲۰۰۱ |
| ۱۳۵۲۳۳ | 2001 RY141   | ۸ سپتامبر ۲۰۰۱  |
| ۱۳۵۲۳۴ | 2001 RT142   | ۱۱ سپتامبر ۲۰۰۱ |
| ۱۳۵۲۳۵ | 2001 RU150   | ۱۱ سپتامبر ۲۰۰۱ |
| ۱۳۵۲۳۶ | 2001 RM151   | ۱۱ سپتامبر ۲۰۰۱ |
| ۱۳۵۲۳۷ | 2001 SP4     | ۱۸ سپتامبر ۲۰۰۱ |
| ۱۳۵۲۳۸ | 2001 SM5     | ۱۶ سپتامبر ۲۰۰۱ |
| ۱۳۵۲۳۹ | 2001 SH9     | ۱۹ سپتامبر ۲۰۰۱ |
| ۱۳۵۲۴۰ | 2001 SJ10    | ۱۹ سپتامبر ۲۰۰۱ |
| ۱۳۵۲۴۱ | 2001 SS16    | ۱۶ سپتامبر ۲۰۰۱ |
| ۱۳۵۲۴۲ | 2001 SQ17    | ۱۶ سپتامبر ۲۰۰۱ |
| ۱۳۵۲۴۳ | 2001 ST17    | ۱۶ سپتامبر ۲۰۰۱ |
| ۱۳۵۲۴۴ | 2001 SA19    | ۱۶ سپتامبر ۲۰۰۱ |
| ۱۳۵۲۴۵ | 2001 SD19    | ۱۶ سپتامبر ۲۰۰۱ |
| ۱۳۵۲۴۶ | 2001 SO23    | ۱۶ سپتامبر ۲۰۰۱ |
| ۱۳۵۲۴۷ | 2001 SB30    | ۱۶ سپتامبر ۲۰۰۱ |
| ۱۳۵۲۴۸ | 2001 SN30    | ۱۶ سپتامبر ۲۰۰۱ |
| ۱۳۵۲۴۹ | 2001 SX30    | ۱۶ سپتامبر ۲۰۰۱ |
| ۱۳۵۲۵۰ | 2001 SY33    | ۱۶ سپتامبر ۲۰۰۱ |
| ۱۳۵۲۵۱ | 2001 SY37    | ۱۶ سپتامبر ۲۰۰۱ |
| ۱۳۵۲۵۲ | 2001 SR38    | ۱۶ سپتامبر ۲۰۰۱ |
| ۱۳۵۲۵۳ | 2001 SL41    | ۱۶ سپتامبر ۲۰۰۱ |
| ۱۳۵۲۵۴ | 2001 SY43    | ۱۶ سپتامبر ۲۰۰۱ |
| ۱۳۵۲۵۵ | 2001 SP45    | ۱۶ سپتامبر ۲۰۰۱ |
| ۱۳۵۲۵۶ | 2001 SU46    | ۱۶ سپتامبر ۲۰۰۱ |
| ۱۳۵۲۵۷ | 2001 SE47    | ۱۶ سپتامبر ۲۰۰۱ |
| ۱۳۵۲۵۸ | 2001 SG53    | ۱۶ سپتامبر ۲۰۰۱ |
| ۱۳۵۲۵۹ | 2001 SS56    | ۱۶ سپتامبر ۲۰۰۱ |
| ۱۳۵۲۶۰ | 2001 SP59    | ۱۷ سپتامبر ۲۰۰۱ |
| ۱۳۵۲۶۱ | 2001 SE63    | ۱۷ سپتامبر ۲۰۰۱ |
| ۱۳۵۲۶۲ | 2001 SJ64    | ۱۷ سپتامبر ۲۰۰۱ |
| ۱۳۵۲۶۳ | 2001 SP73    | ۱۸ سپتامبر ۲۰۰۱ |
| ۱۳۵۲۶۴ | 2001 SW73    | ۲۱ سپتامبر ۲۰۰۱ |
| ۱۳۵۲۶۵ | 2001 SZ73    | ۱۹ سپتامبر ۲۰۰۱ |
| ۱۳۵۲۶۶ | 2001 SK77    | ۱۷ سپتامبر ۲۰۰۱ |
| ۱۳۵۲۶۷ | 2001 SC80    | ۲۰ سپتامبر ۲۰۰۱ |
| ۱۳۵۲۶۸ | Haignere     | ۲۰ سپتامبر ۲۰۰۱ |
| ۱۳۵۲۶۹ | 2001 SW116   | ۱۶ سپتامبر ۲۰۰۱ |
| ۱۳۵۲۷۰ | 2001 ST118   | ۱۶ سپتامبر ۲۰۰۱ |
| ۱۳۵۲۷۱ | 2001 SY120   | ۱۶ سپتامبر ۲۰۰۱ |
| ۱۳۵۲۷۲ | 2001 SK122   | ۱۶ سپتامبر ۲۰۰۱ |
| ۱۳۵۲۷۳ | 2001 SR123   | ۱۶ سپتامبر ۲۰۰۱ |
| ۱۳۵۲۷۴ | 2001 SH126   | ۱۶ سپتامبر ۲۰۰۱ |
| ۱۳۵۲۷۵ | 2001 SG130   | ۱۶ سپتامبر ۲۰۰۱ |
| ۱۳۵۲۷۶ | 2001 ST130   | ۱۶ سپتامبر ۲۰۰۱ |
| ۱۳۵۲۷۷ | 2001 SG133   | ۱۶ سپتامبر ۲۰۰۱ |
| ۱۳۵۲۷۸ | 2001 SX133   | ۱۶ سپتامبر ۲۰۰۱ |
| ۱۳۵۲۷۹ | 2001 SD135   | ۱۶ سپتامبر ۲۰۰۱ |
| ۱۳۵۲۸۰ | 2001 SB136   | ۱۶ سپتامبر ۲۰۰۱ |
| ۱۳۵۲۸۱ | 2001 SZ138   | ۱۶ سپتامبر ۲۰۰۱ |
| ۱۳۵۲۸۲ | 2001 SD142   | ۱۶ سپتامبر ۲۰۰۱ |
| ۱۳۵۲۸۳ | 2001 SU143   | ۱۶ سپتامبر ۲۰۰۱ |
| ۱۳۵۲۸۴ | 2001 SU145   | ۱۶ سپتامبر ۲۰۰۱ |
| ۱۳۵۲۸۵ | 2001 SX148   | ۱۷ سپتامبر ۲۰۰۱ |
| ۱۳۵۲۸۶ | 2001 SL149   | ۱۷ سپتامبر ۲۰۰۱ |
| ۱۳۵۲۸۷ | 2001 SP150   | ۱۷ سپتامبر ۲۰۰۱ |
| ۱۳۵۲۸۸ | 2001 SF154   | ۱۷ سپتامبر ۲۰۰۱ |
| ۱۳۵۲۸۹ | 2001 SD156   | ۱۷ سپتامبر ۲۰۰۱ |
| ۱۳۵۲۹۰ | 2001 SC158   | ۱۷ سپتامبر ۲۰۰۱ |
| ۱۳۵۲۹۱ | 2001 SD159   | ۱۷ سپتامبر ۲۰۰۱ |
| ۱۳۵۲۹۲ | 2001 SE163   | ۱۷ سپتامبر ۲۰۰۱ |
| ۱۳۵۲۹۳ | 2001 SY164   | ۱۷ سپتامبر ۲۰۰۱ |
| ۱۳۵۲۹۴ | 2001 SQ165   | ۱۹ سپتامبر ۲۰۰۱ |
| ۱۳۵۲۹۵ | 2001 SQ183   | ۱۹ سپتامبر ۲۰۰۱ |
| ۱۳۵۲۹۶ | 2001 SX189   | ۱۹ سپتامبر ۲۰۰۱ |
| ۱۳۵۲۹۷ | 2001 SX214   | ۱۹ سپتامبر ۲۰۰۱ |
| ۱۳۵۲۹۸ | 2001 SE215   | ۱۹ سپتامبر ۲۰۰۱ |
| ۱۳۵۲۹۹ | 2001 SO222   | ۱۹ سپتامبر ۲۰۰۱ |
| ۱۳۵۳۰۰ | 2001 SB244   | ۱۹ سپتامبر ۲۰۰۱ |
| ۱۳۵۳۰۱ | 2001 SO245   | ۱۹ سپتامبر ۲۰۰۱ |
| ۱۳۵۳۰۲ | 2001 SC246   | ۱۹ سپتامبر ۲۰۰۱ |
| ۱۳۵۳۰۳ | 2001 SX248   | ۱۹ سپتامبر ۲۰۰۱ |
| ۱۳۵۳۰۴ | 2001 SA249   | ۱۹ سپتامبر ۲۰۰۱ |
| ۱۳۵۳۰۵ | 2001 SH251   | ۱۹ سپتامبر ۲۰۰۱ |
| ۱۳۵۳۰۶ | 2001 SD253   | ۱۹ سپتامبر ۲۰۰۱ |
| ۱۳۵۳۰۷ | 2001 SC254   | ۱۹ سپتامبر ۲۰۰۱ |
| ۱۳۵۳۰۸ | 2001 SF254   | ۱۹ سپتامبر ۲۰۰۱ |
| ۱۳۵۳۰۹ | 2001 ST261   | ۲۱ سپتامبر ۲۰۰۱ |
| ۱۳۵۳۱۰ | 2001 SS264   | ۱۷ سپتامبر ۲۰۰۱ |
| ۱۳۵۳۱۱ | 2001 SQ265   | ۲۵ سپتامبر ۲۰۰۱ |
| ۱۳۵۳۱۲ | 2001 SS266   | ۲۵ سپتامبر ۲۰۰۱ |
| ۱۳۵۳۱۳ | 2001 SY268   | ۱۹ سپتامبر ۲۰۰۱ |
| ۱۳۵۳۱۴ | 2001 SA271   | ۲۰ سپتامبر ۲۰۰۱ |
| ۱۳۵۳۱۵ | 2001 SM277   | ۲۱ سپتامبر ۲۰۰۱ |
| ۱۳۵۳۱۶ | 2001 SN277   | ۲۱ سپتامبر ۲۰۰۱ |
| ۱۳۵۳۱۷ | 2001 SO280   | ۲۱ سپتامبر ۲۰۰۱ |
| ۱۳۵۳۱۸ | 2001 SW286   | ۲۲ سپتامبر ۲۰۰۱ |
| ۱۳۵۳۱۹ | 2001 ST289   | ۲۹ سپتامبر ۲۰۰۱ |
| ۱۳۵۳۲۰ | 2001 SM295   | ۲۰ سپتامبر ۲۰۰۱ |
| ۱۳۵۳۲۱ | 2001 SP295   | ۲۰ سپتامبر ۲۰۰۱ |
| ۱۳۵۳۲۲ | 2001 SF304   | ۲۰ سپتامبر ۲۰۰۱ |
| ۱۳۵۳۲۳ | 2001 SG309   | ۲۲ سپتامبر ۲۰۰۱ |
| ۱۳۵۳۲۴ | 2001 SZ313   | ۲۱ سپتامبر ۲۰۰۱ |
| ۱۳۵۳۲۵ | 2001 SW314   | ۲۳ سپتامبر ۲۰۰۱ |
| ۱۳۵۳۲۶ | 2001 SP318   | ۲۱ سپتامبر ۲۰۰۱ |
| ۱۳۵۳۲۷ | 2001 SP321   | ۲۵ سپتامبر ۲۰۰۱ |
| ۱۳۵۳۲۸ | 2001 SF323   | ۲۵ سپتامبر ۲۰۰۱ |
| ۱۳۵۳۲۹ | 2001 SP327   | ۱۸ سپتامبر ۲۰۰۱ |
| ۱۳۵۳۳۰ | 2001 SR343   | ۲۲ سپتامبر ۲۰۰۱ |
| ۱۳۵۳۳۱ | 2001 SK346   | ۲۵ سپتامبر ۲۰۰۱ |
| ۱۳۵۳۳۲ | 2001 SO346   | ۲۵ سپتامبر ۲۰۰۱ |
| ۱۳۵۳۳۳ | 2001 TE1     | ۸ اکتبر ۲۰۰۱    |
| ۱۳۵۳۳۴ | 2001 TG2     | ۱۵ اکتبر ۲۰۰۱   |
| ۱۳۵۳۳۵ | 2001 TC3     | ۷ اکتبر ۲۰۰۱    |
| ۱۳۵۳۳۶ | 2001 TW12    | ۱۱ اکتبر ۲۰۰۱   |
| ۱۳۵۳۳۷ | 2001 TE14    | ۱۳ اکتبر ۲۰۰۱   |
| ۱۳۵۳۳۸ | 2001 TX19    | ۹ اکتبر ۲۰۰۱    |
| ۱۳۵۳۳۹ | 2001 TM21    | ۱۱ اکتبر ۲۰۰۱   |
| ۱۳۵۳۴۰ | 2001 TF22    | ۱۳ اکتبر ۲۰۰۱   |
| ۱۳۵۳۴۱ | 2001 TF23    | ۱۳ اکتبر ۲۰۰۱   |
| ۱۳۵۳۴۲ | 2001 TQ27    | ۱۴ اکتبر ۲۰۰۱   |
| ۱۳۵۳۴۳ | 2001 TS27    | ۱۴ اکتبر ۲۰۰۱   |
| ۱۳۵۳۴۴ | 2001 TC34    | ۱۴ اکتبر ۲۰۰۱   |
| ۱۳۵۳۴۵ | 2001 TS39    | ۱۴ اکتبر ۲۰۰۱   |
| ۱۳۵۳۴۶ | 2001 TN46    | ۱۵ اکتبر ۲۰۰۱   |
| ۱۳۵۳۴۷ | 2001 TC48    | ۹ اکتبر ۲۰۰۱    |
| ۱۳۵۳۴۸ | 2001 TP55    | ۱۴ اکتبر ۲۰۰۱   |
| ۱۳۵۳۴۹ | 2001 TX64    | ۱۳ اکتبر ۲۰۰۱   |
| ۱۳۵۳۵۰ | 2001 TR66    | ۱۳ اکتبر ۲۰۰۱   |
| ۱۳۵۳۵۱ | 2001 TU68    | ۱۳ اکتبر ۲۰۰۱   |
| ۱۳۵۳۵۲ | 2001 TV74    | ۱۳ اکتبر ۲۰۰۱   |
| ۱۳۵۳۵۳ | 2001 TH75    | ۱۳ اکتبر ۲۰۰۱   |
| ۱۳۵۳۵۴ | 2001 TA77    | ۱۳ اکتبر ۲۰۰۱   |
| ۱۳۵۳۵۵ | 2001 TE77    | ۱۳ اکتبر ۲۰۰۱   |
| ۱۳۵۳۵۶ | 2001 TF83    | ۱۴ اکتبر ۲۰۰۱   |
| ۱۳۵۳۵۷ | 2001 TM98    | ۱۴ اکتبر ۲۰۰۱   |
| ۱۳۵۳۵۸ | 2001 TX104   | ۱۳ اکتبر ۲۰۰۱   |
| ۱۳۵۳۵۹ | 2001 TX109   | ۱۴ اکتبر ۲۰۰۱   |
| ۱۳۵۳۶۰ | 2001 TT112   | ۱۴ اکتبر ۲۰۰۱   |
| ۱۳۵۳۶۱ | 2001 TW118   | ۱۵ اکتبر ۲۰۰۱   |
| ۱۳۵۳۶۲ | 2001 TF121   | ۱۵ اکتبر ۲۰۰۱   |
| ۱۳۵۳۶۳ | 2001 TD123   | ۶ اکتبر ۲۰۰۱    |
| ۱۳۵۳۶۴ | 2001 TL123   | ۱۲ اکتبر ۲۰۰۱   |
| ۱۳۵۳۶۵ | 2001 TS123   | ۱۲ اکتبر ۲۰۰۱   |
| ۱۳۵۳۶۶ | 2001 TF124   | ۱۲ اکتبر ۲۰۰۱   |
| ۱۳۵۳۶۷ | 2001 TC126   | ۱۰ اکتبر ۲۰۰۱   |
| ۱۳۵۳۶۸ | 2001 TF126   | ۱۳ اکتبر ۲۰۰۱   |
| ۱۳۵۳۶۹ | 2001 TB128   | ۱۰ اکتبر ۲۰۰۱   |
| ۱۳۵۳۷۰ | 2001 TE133   | ۱۲ اکتبر ۲۰۰۱   |
| ۱۳۵۳۷۱ | 2001 TY135   | ۱۳ اکتبر ۲۰۰۱   |
| ۱۳۵۳۷۲ | 2001 TU136   | ۱۴ اکتبر ۲۰۰۱   |
| ۱۳۵۳۷۳ | 2001 TQ137   | ۱۴ اکتبر ۲۰۰۱   |
| ۱۳۵۳۷۴ | 2001 TT138   | ۱۰ اکتبر ۲۰۰۱   |
| ۱۳۵۳۷۵ | 2001 TU138   | ۱۰ اکتبر ۲۰۰۱   |
| ۱۳۵۳۷۶ | 2001 TT139   | ۱۰ اکتبر ۲۰۰۱   |
| ۱۳۵۳۷۷ | 2001 TA141   | ۱۰ اکتبر ۲۰۰۱   |
| ۱۳۵۳۷۸ | 2001 TG148   | ۱۰ اکتبر ۲۰۰۱   |
| ۱۳۵۳۷۹ | 2001 TZ153   | ۱۵ اکتبر ۲۰۰۱   |
| ۱۳۵۳۸۰ | 2001 TY158   | ۱۱ اکتبر ۲۰۰۱   |
| ۱۳۵۳۸۱ | 2001 TK162   | ۱۱ اکتبر ۲۰۰۱   |
| ۱۳۵۳۸۲ | 2001 TO162   | ۱۱ اکتبر ۲۰۰۱   |
| ۱۳۵۳۸۳ | 2001 TZ165   | ۱۴ اکتبر ۲۰۰۱   |
| ۱۳۵۳۸۴ | 2001 TT166   | ۱۵ اکتبر ۲۰۰۱   |
| ۱۳۵۳۸۵ | 2001 TE175   | ۱۴ اکتبر ۲۰۰۱   |
| ۱۳۵۳۸۶ | 2001 TS184   | ۱۴ اکتبر ۲۰۰۱   |
| ۱۳۵۳۸۷ | 2001 TB187   | ۱۴ اکتبر ۲۰۰۱   |
| ۱۳۵۳۸۸ | 2001 TN187   | ۱۴ اکتبر ۲۰۰۱   |
| ۱۳۵۳۸۹ | 2001 TU188   | ۱۴ اکتبر ۲۰۰۱   |
| ۱۳۵۳۹۰ | 2001 TA196   | ۱۲ اکتبر ۲۰۰۱   |
| ۱۳۵۳۹۱ | 2001 TM196   | ۱۴ اکتبر ۲۰۰۱   |
| ۱۳۵۳۹۲ | 2001 TM198   | ۱۱ اکتبر ۲۰۰۱   |
| ۱۳۵۳۹۳ | 2001 TO198   | ۱۱ اکتبر ۲۰۰۱   |
| ۱۳۵۳۹۴ | 2001 TD200   | ۱۱ اکتبر ۲۰۰۱   |
| ۱۳۵۳۹۵ | 2001 TD204   | ۱۱ اکتبر ۲۰۰۱   |
| ۱۳۵۳۹۶ | 2001 TO206   | ۱۱ اکتبر ۲۰۰۱   |
| ۱۳۵۳۹۷ | 2001 TZ208   | ۱۲ اکتبر ۲۰۰۱   |
| ۱۳۵۳۹۸ | 2001 TT210   | ۱۳ اکتبر ۲۰۰۱   |
| ۱۳۵۳۹۹ | 2001 TQ211   | ۱۳ اکتبر ۲۰۰۱   |
| ۱۳۵۴۰۰ | 2001 TC213   | ۱۳ اکتبر ۲۰۰۱   |
| ۱۳۵۴۰۱ | 2001 TQ213   | ۱۳ اکتبر ۲۰۰۱   |
| ۱۳۵۴۰۲ | 2001 TP215   | ۱۳ اکتبر ۲۰۰۱   |
| ۱۳۵۴۰۳ | 2001 TV215   | ۱۳ اکتبر ۲۰۰۱   |
| ۱۳۵۴۰۴ | 2001 TH218   | ۱۴ اکتبر ۲۰۰۱   |
| ۱۳۵۴۰۵ | 2001 TF226   | ۱۴ اکتبر ۲۰۰۱   |
| ۱۳۵۴۰۶ | 2001 TY227   | ۱۵ اکتبر ۲۰۰۱   |
| ۱۳۵۴۰۷ | 2001 TD229   | ۱۵ اکتبر ۲۰۰۱   |
| ۱۳۵۴۰۸ | 2001 TY235   | ۱۵ اکتبر ۲۰۰۱   |
| ۱۳۵۴۰۹ | 2001 TR238   | ۱۵ اکتبر ۲۰۰۱   |
| ۱۳۵۴۱۰ | 2001 UX5     | ۲۱ اکتبر ۲۰۰۱   |
| ۱۳۵۴۱۱ | 2001 UE16    | ۲۵ اکتبر ۲۰۰۱   |
| ۱۳۵۴۱۲ | 2001 UC21    | ۱۷ اکتبر ۲۰۰۱   |
| ۱۳۵۴۱۳ | 2001 UA22    | ۱۷ اکتبر ۲۰۰۱   |
| ۱۳۵۴۱۴ | 2001 UP24    | ۱۸ اکتبر ۲۰۰۱   |
| ۱۳۵۴۱۵ | 2001 UU24    | ۱۸ اکتبر ۲۰۰۱   |
| ۱۳۵۴۱۶ | 2001 UA25    | ۱۸ اکتبر ۲۰۰۱   |
| ۱۳۵۴۱۷ | 2001 UB31    | ۱۶ اکتبر ۲۰۰۱   |
| ۱۳۵۴۱۸ | 2001 UK35    | ۱۶ اکتبر ۲۰۰۱   |
| ۱۳۵۴۱۹ | 2001 UN35    | ۱۶ اکتبر ۲۰۰۱   |
| ۱۳۵۴۲۰ | 2001 UT44    | ۱۷ اکتبر ۲۰۰۱   |
| ۱۳۵۴۲۱ | 2001 UC49    | ۱۷ اکتبر ۲۰۰۱   |
| ۱۳۵۴۲۲ | 2001 UT80    | ۲۰ اکتبر ۲۰۰۱   |
| ۱۳۵۴۲۳ | 2001 UZ80    | ۲۰ اکتبر ۲۰۰۱   |
| ۱۳۵۴۲۴ | 2001 UW84    | ۲۱ اکتبر ۲۰۰۱   |
| ۱۳۵۴۲۵ | 2001 UR98    | ۱۷ اکتبر ۲۰۰۱   |
| ۱۳۵۴۲۶ | 2001 UD106   | ۲۰ اکتبر ۲۰۰۱   |
| ۱۳۵۴۲۷ | 2001 UZ111   | ۲۱ اکتبر ۲۰۰۱   |
| ۱۳۵۴۲۸ | 2001 UQ117   | ۲۲ اکتبر ۲۰۰۱   |
| ۱۳۵۴۲۹ | 2001 UG121   | ۲۲ اکتبر ۲۰۰۱   |
| ۱۳۵۴۳۰ | 2001 UT122   | ۲۲ اکتبر ۲۰۰۱   |
| ۱۳۵۴۳۱ | 2001 UY129   | ۲۰ اکتبر ۲۰۰۱   |
| ۱۳۵۴۳۲ | 2001 UG137   | ۲۳ اکتبر ۲۰۰۱   |
| ۱۳۵۴۳۳ | 2001 UA142   | ۲۳ اکتبر ۲۰۰۱   |
| ۱۳۵۴۳۴ | 2001 UD143   | ۲۳ اکتبر ۲۰۰۱   |
| ۱۳۵۴۳۵ | 2001 UP146   | ۲۳ اکتبر ۲۰۰۱   |
| ۱۳۵۴۳۶ | 2001 UF154   | ۲۳ اکتبر ۲۰۰۱   |
| ۱۳۵۴۳۷ | 2001 UV159   | ۲۳ اکتبر ۲۰۰۱   |
| ۱۳۵۴۳۸ | 2001 UY159   | ۲۳ اکتبر ۲۰۰۱   |
| ۱۳۵۴۳۹ | 2001 UG179   | ۲۶ اکتبر ۲۰۰۱   |
| ۱۳۵۴۴۰ | 2001 UV179   | ۲۶ اکتبر ۲۰۰۱   |
| ۱۳۵۴۴۱ | 2001 UJ201   | ۱۹ اکتبر ۲۰۰۱   |
| ۱۳۵۴۴۲ | 2001 UF206   | ۲۰ اکتبر ۲۰۰۱   |
| ۱۳۵۴۴۳ | 2001 UN208   | ۲۰ اکتبر ۲۰۰۱   |
| ۱۳۵۴۴۴ | 2001 VJ9     | ۹ نوامبر ۲۰۰۱   |
| ۱۳۵۴۴۵ | 2001 VW13    | ۱۰ نوامبر ۲۰۰۱  |
| ۱۳۵۴۴۶ | 2001 VT14    | ۱۰ نوامبر ۲۰۰۱  |
| ۱۳۵۴۴۷ | 2001 VY15    | ۶ نوامبر ۲۰۰۱   |
| ۱۳۵۴۴۸ | 2001 VL16    | ۱۰ نوامبر ۲۰۰۱  |
| ۱۳۵۴۴۹ | 2001 VT16    | ۱۰ نوامبر ۲۰۰۱  |
| ۱۳۵۴۵۰ | 2001 VV17    | ۹ نوامبر ۲۰۰۱   |
| ۱۳۵۴۵۱ | 2001 VP25    | ۹ نوامبر ۲۰۰۱   |
| ۱۳۵۴۵۲ | 2001 VF26    | ۹ نوامبر ۲۰۰۱   |
| ۱۳۵۴۵۳ | 2001 VR34    | ۹ نوامبر ۲۰۰۱   |
| ۱۳۵۴۵۴ | 2001 VW43    | ۹ نوامبر ۲۰۰۱   |
| ۱۳۵۴۵۵ | 2001 VA50    | ۱۰ نوامبر ۲۰۰۱  |
| ۱۳۵۴۵۶ | 2001 VA51    | ۱۰ نوامبر ۲۰۰۱  |
| ۱۳۵۴۵۷ | 2001 VR52    | ۱۰ نوامبر ۲۰۰۱  |
| ۱۳۵۴۵۸ | 2001 VD53    | ۱۰ نوامبر ۲۰۰۱  |
| ۱۳۵۴۵۹ | 2001 VM60    | ۱۰ نوامبر ۲۰۰۱  |
| ۱۳۵۴۶۰ | 2001 VB61    | ۱۰ نوامبر ۲۰۰۱  |
| ۱۳۵۴۶۱ | 2001 VE74    | ۱۲ نوامبر ۲۰۰۱  |
| ۱۳۵۴۶۲ | 2001 VQ78    | ۱۵ نوامبر ۲۰۰۱  |
| ۱۳۵۴۶۳ | 2001 VL83    | ۱۰ نوامبر ۲۰۰۱  |
| ۱۳۵۴۶۴ | 2001 VT85    | ۱۲ نوامبر ۲۰۰۱  |
| ۱۳۵۴۶۵ | 2001 VG90    | ۱۵ نوامبر ۲۰۰۱  |
| ۱۳۵۴۶۶ | 2001 VO91    | ۱۵ نوامبر ۲۰۰۱  |
| ۱۳۵۴۶۷ | 2001 VH92    | ۱۵ نوامبر ۲۰۰۱  |
| ۱۳۵۴۶۸ | 2001 VJ99    | ۱۵ نوامبر ۲۰۰۱  |
| ۱۳۵۴۶۹ | 2001 VV102   | ۱۲ نوامبر ۲۰۰۱  |
| ۱۳۵۴۷۰ | 2001 WZ10    | ۱۷ نوامبر ۲۰۰۱  |
| ۱۳۵۴۷۱ | 2001 WL12    | ۱۷ نوامبر ۲۰۰۱  |
| ۱۳۵۴۷۲ | 2001 WA18    | ۱۷ نوامبر ۲۰۰۱  |
| ۱۳۵۴۷۳ | 2001 WD21    | ۱۸ نوامبر ۲۰۰۱  |
| ۱۳۵۴۷۴ | 2001 WE26    | ۱۷ نوامبر ۲۰۰۱  |
| ۱۳۵۴۷۵ | 2001 WQ33    | ۱۷ نوامبر ۲۰۰۱  |
| ۱۳۵۴۷۶ | 2001 WN34    | ۱۷ نوامبر ۲۰۰۱  |
| ۱۳۵۴۷۷ | 2001 WL41    | ۱۷ نوامبر ۲۰۰۱  |
| ۱۳۵۴۷۸ | 2001 WQ47    | ۱۹ نوامبر ۲۰۰۱  |
| ۱۳۵۴۷۹ | 2001 WT47    | ۱۹ نوامبر ۲۰۰۱  |
| ۱۳۵۴۸۰ | 2001 WQ48    | ۱۹ نوامبر ۲۰۰۱  |
| ۱۳۵۴۸۱ | 2001 WU48    | ۱۹ نوامبر ۲۰۰۱  |
| ۱۳۵۴۸۲ | 2001 WK67    | ۲۰ نوامبر ۲۰۰۱  |
| ۱۳۵۴۸۳ | 2001 WM99    | ۱۷ نوامبر ۲۰۰۱  |
| ۱۳۵۴۸۴ | 2001 WZ100   | ۱۶ نوامبر ۲۰۰۱  |
| ۱۳۵۴۸۵ | 2001 XH1     | ۸ دسامبر ۲۰۰۱   |
| ۱۳۵۴۸۶ | 2001 XP2     | ۸ دسامبر ۲۰۰۱   |
| ۱۳۵۴۸۷ | 2001 XK3     | ۸ دسامبر ۲۰۰۱   |
| ۱۳۵۴۸۸ | 2001 XT5     | ۷ دسامبر ۲۰۰۱   |
| ۱۳۵۴۸۹ | 2001 XQ7     | ۸ دسامبر ۲۰۰۱   |
| ۱۳۵۴۹۰ | 2001 XT9     | ۹ دسامبر ۲۰۰۱   |
| ۱۳۵۴۹۱ | 2001 XQ18    | ۹ دسامبر ۲۰۰۱   |
| ۱۳۵۴۹۲ | 2001 XL35    | ۹ دسامبر ۲۰۰۱   |
| ۱۳۵۴۹۳ | 2001 XN48    | ۱۰ دسامبر ۲۰۰۱  |
| ۱۳۵۴۹۴ | 2001 XW48    | ۱۰ دسامبر ۲۰۰۱  |
| ۱۳۵۴۹۵ | 2001 XB58    | ۱۰ دسامبر ۲۰۰۱  |
| ۱۳۵۴۹۶ | 2001 XZ58    | ۱۰ دسامبر ۲۰۰۱  |
| ۱۳۵۴۹۷ | 2001 XM76    | ۱۱ دسامبر ۲۰۰۱  |
| ۱۳۵۴۹۸ | 2001 XR80    | ۱۱ دسامبر ۲۰۰۱  |
| ۱۳۵۴۹۹ | 2001 XG81    | ۱۱ دسامبر ۲۰۰۱  |
| ۱۳۵۵۰۰ | 2001 XZ89    | ۱۰ دسامبر ۲۰۰۱  |
| ۱۳۵۵۰۱ | 2001 XC95    | ۱۰ دسامبر ۲۰۰۱  |
| ۱۳۵۵۰۲ | 2001 XK98    | ۱۰ دسامبر ۲۰۰۱  |
| ۱۳۵۵۰۳ | 2001 XH108   | ۱۰ دسامبر ۲۰۰۱  |
| ۱۳۵۵۰۴ | 2001 XA110   | ۱۱ دسامبر ۲۰۰۱  |
| ۱۳۵۵۰۵ | 2001 XY143   | ۱۴ دسامبر ۲۰۰۱  |
| ۱۳۵۵۰۶ | 2001 XZ156   | ۱۴ دسامبر ۲۰۰۱  |
| ۱۳۵۵۰۷ | 2001 XL191   | ۱۴ دسامبر ۲۰۰۱  |
| ۱۳۵۵۰۸ | 2001 XU226   | ۱۵ دسامبر ۲۰۰۱  |
| ۱۳۵۵۰۹ | 2001 XP233   | ۱۵ دسامبر ۲۰۰۱  |
| ۱۳۵۵۱۰ | 2001 XZ243   | ۱۵ دسامبر ۲۰۰۱  |
| ۱۳۵۵۱۱ | 2001 XB244   | ۱۵ دسامبر ۲۰۰۱  |
| ۱۳۵۵۱۲ | 2001 XX257   | ۷ دسامبر ۲۰۰۱   |
| ۱۳۵۵۱۳ | 2001 XR261   | ۱۱ دسامبر ۲۰۰۱  |
| ۱۳۵۵۱۴ | 2001 XV263   | ۱۴ دسامبر ۲۰۰۱  |
| ۱۳۵۵۱۴ | 2001 YT      | ۱۸ دسامبر ۲۰۰۱  |
| ۱۳۵۵۱۶ | 2001 YC13    | ۱۷ دسامبر ۲۰۰۱  |
| ۱۳۵۵۱۷ | 2001 YZ20    | ۱۸ دسامبر ۲۰۰۱  |
| ۱۳۵۵۱۸ | 2001 YC25    | ۱۸ دسامبر ۲۰۰۱  |
| ۱۳۵۵۱۹ | 2001 YE37    | ۱۸ دسامبر ۲۰۰۱  |
| ۱۳۵۵۲۰ | 2001 YR66    | ۱۸ دسامبر ۲۰۰۱  |
| ۱۳۵۵۲۱ | 2001 YN84    | ۱۸ دسامبر ۲۰۰۱  |
| ۱۳۵۵۲۲ | 2001 YZ101   | ۱۷ دسامبر ۲۰۰۱  |
| ۱۳۵۵۲۳ | 2001 YW147   | ۱۸ دسامبر ۲۰۰۱  |
| ۱۳۵۵۲۴ | 2001 YH154   | ۱۹ دسامبر ۲۰۰۱  |
| ۱۳۵۵۲۵ | 2002 AO13    | ۱۱ ژانویه ۲۰۰۲  |
| ۱۳۵۵۲۶ | 2002 AA145   | ۱۳ ژانویه ۲۰۰۲  |
| ۱۳۵۵۲۷ | 2002 AE161   | ۱۳ ژانویه ۲۰۰۲  |
| ۱۳۵۵۲۸ | 2002 AY181   | ۵ ژانویه ۲۰۰۲   |
| ۱۳۵۵۲۹ | 2002 AO202   | ۱۳ ژانویه ۲۰۰۲  |
| ۱۳۵۵۳۰ | 2002 AX202   | ۱۳ ژانویه ۲۰۰۲  |
| ۱۳۵۵۳۱ | 2002 BM16    | ۱۹ ژانویه ۲۰۰۲  |
| ۱۳۵۵۳۲ | 2002 CR12    | ۷ فوریه ۲۰۰۲    |
| ۱۳۵۵۳۳ | 2002 CF52    | ۱۲ فوریه ۲۰۰۲   |
| ۱۳۵۵۳۴ | 2002 CC54    | ۷ فوریه ۲۰۰۲    |
| ۱۳۵۵۳۵ | 2002 CA82    | ۷ فوریه ۲۰۰۲    |
| ۱۳۵۵۳۶ | 2002 CT130   | ۷ فوریه ۲۰۰۲    |
| ۱۳۵۵۳۷ | 2002 CD165   | ۸ فوریه ۲۰۰۲    |
| ۱۳۵۵۳۸ | 2002 CD213   | ۱۰ فوریه ۲۰۰۲   |
| ۱۳۵۵۳۹ | 2002 CA240   | ۱۱ فوریه ۲۰۰۲   |
| ۱۳۵۵۴۰ | 2002 CC245   | ۱۳ فوریه ۲۰۰۲   |
| ۱۳۵۵۴۱ | 2002 CL251   | ۳ فوریه ۲۰۰۲    |
| ۱۳۵۵۴۲ | 2002 CQ286   | ۱۰ فوریه ۲۰۰۲   |
| ۱۳۵۵۴۳ | 2002 CR294   | ۱۰ فوریه ۲۰۰۲   |
| ۱۳۵۵۴۴ | 2002 CA297   | ۱۰ فوریه ۲۰۰۲   |
| ۱۳۵۵۴۵ | 2002 CU311   | ۱۱ فوریه ۲۰۰۲   |
| ۱۳۵۵۴۶ | 2002 EY8     | ۱۳ مارس ۲۰۰۲    |
| ۱۳۵۵۴۷ | 2002 EN14    | ۶ مارس ۲۰۰۲     |
| ۱۳۵۵۴۸ | 2002 EJ27    | ۹ مارس ۲۰۰۲     |
| ۱۳۵۵۴۹ | 2002 ET28    | ۹ مارس ۲۰۰۲     |
| ۱۳۵۵۵۰ | 2002 EK36    | ۹ مارس ۲۰۰۲     |
| ۱۳۵۵۵۱ | 2002 ED43    | ۱۲ مارس ۲۰۰۲    |
| ۱۳۵۵۵۲ | 2002 EW50    | ۱۲ مارس ۲۰۰۲    |
| ۱۳۵۵۵۳ | 2002 EF60    | ۱۳ مارس ۲۰۰۲    |
| ۱۳۵۵۵۴ | 2002 EO69    | ۱۳ مارس ۲۰۰۲    |
| ۱۳۵۵۵۵ | 2002 ER69    | ۱۳ مارس ۲۰۰۲    |
| ۱۳۵۵۵۶ | 2002 EM74    | ۱۳ مارس ۲۰۰۲    |
| ۱۳۵۵۵۷ | 2002 EZ74    | ۱۳ مارس ۲۰۰۲    |
| ۱۳۵۵۵۸ | 2002 EG75    | ۱۳ مارس ۲۰۰۲    |
| ۱۳۵۵۵۹ | 2002 FE3     | ۱۶ مارس ۲۰۰۲    |
| ۱۳۵۵۶۰ | 2002 FC5     | ۲۰ مارس ۲۰۰۲    |
| ۱۳۵۵۶۱ | Tautvaisiene | ۱۶ مارس ۲۰۰۲    |
| ۱۳۵۵۶۲ | 2002 FX7     | ۱۶ مارس ۲۰۰۲    |
| ۱۳۵۵۶۳ | 2002 FU9     | ۱۶ مارس ۲۰۰۲    |
| ۱۳۵۵۶۴ | 2002 GT9     | ۱۴ آوریل ۲۰۰۲   |
| ۱۳۵۵۶۵ | 2002 GU10    | ۱۰ آوریل ۲۰۰۲   |
| ۱۳۵۵۶۶ | 2002 GT13    | ۱۴ آوریل ۲۰۰۲   |
| ۱۳۵۵۶۷ | 2002 GJ15    | ۱۵ آوریل ۲۰۰۲   |
| ۱۳۵۵۶۸ | 2002 GC18    | ۱۵ آوریل ۲۰۰۲   |
| ۱۳۵۵۶۹ | 2002 GO23    | ۱۵ آوریل ۲۰۰۲   |
| ۱۳۵۵۷۰ | 2002 GF26    | ۱۴ آوریل ۲۰۰۲   |
| ۱۳۵۵۷۱ | 2002 GG32    | ۸ آوریل ۲۰۰۲    |
| ۱۳۵۵۷۲ | 2002 GJ34    | ۱ آوریل ۲۰۰۲    |
| ۱۳۵۵۷۳ | 2002 GH42    | ۴ آوریل ۲۰۰۲    |
| ۱۳۵۵۷۴ | 2002 GQ49    | ۵ آوریل ۲۰۰۲    |
| ۱۳۵۵۷۵ | 2002 GW55    | ۵ آوریل ۲۰۰۲    |
| ۱۳۵۵۷۶ | 2002 GS56    | ۵ آوریل ۲۰۰۲    |
| ۱۳۵۵۷۷ | 2002 GD67    | ۸ آوریل ۲۰۰۲    |
| ۱۳۵۵۷۸ | 2002 GG72    | ۹ آوریل ۲۰۰۲    |
| ۱۳۵۵۷۹ | 2002 GN72    | ۹ آوریل ۲۰۰۲    |
| ۱۳۵۵۸۰ | 2002 GQ74    | ۹ آوریل ۲۰۰۲    |
| ۱۳۵۵۸۱ | 2002 GF80    | ۱۰ آوریل ۲۰۰۲   |
| ۱۳۵۵۸۲ | 2002 GY82    | ۱۰ آوریل ۲۰۰۲   |
| ۱۳۵۵۸۳ | 2002 GV92    | ۹ آوریل ۲۰۰۲    |
| ۱۳۵۵۸۴ | 2002 GQ100   | ۱۰ آوریل ۲۰۰۲   |
| ۱۳۵۵۸۵ | 2002 GU102   | ۱۰ آوریل ۲۰۰۲   |
| ۱۳۵۵۸۶ | 2002 GN104   | ۱۰ آوریل ۲۰۰۲   |
| ۱۳۵۵۸۷ | 2002 GX105   | ۱۱ آوریل ۲۰۰۲   |
| ۱۳۵۵۸۸ | 2002 GP111   | ۱۰ آوریل ۲۰۰۲   |
| ۱۳۵۵۸۹ | 2002 GO112   | ۱۰ آوریل ۲۰۰۲   |
| ۱۳۵۵۹۰ | 2002 GU113   | ۱۱ آوریل ۲۰۰۲   |
| ۱۳۵۵۹۱ | 2002 GC117   | ۱۱ آوریل ۲۰۰۲   |
| ۱۳۵۵۹۲ | 2002 GX124   | ۱۲ آوریل ۲۰۰۲   |
| ۱۳۵۵۹۳ | 2002 GW125   | ۱۲ آوریل ۲۰۰۲   |
| ۱۳۵۵۹۴ | 2002 GK147   | ۱۳ آوریل ۲۰۰۲   |
| ۱۳۵۵۹۵ | 2002 GS159   | ۱۴ آوریل ۲۰۰۲   |
| ۱۳۵۵۹۶ | 2002 GU168   | ۹ آوریل ۲۰۰۲    |
| ۱۳۵۵۹۷ | 2002 GK169   | ۹ آوریل ۲۰۰۲    |
| ۱۳۵۵۹۸ | 2002 GP172   | ۱۰ آوریل ۲۰۰۲   |
| ۱۳۵۵۹۸ | 2002 HU      | ۱۶ آوریل ۲۰۰۲   |
| ۱۳۵۶۰۰ | 2002 HM1     | ۱۶ آوریل ۲۰۰۲   |
| ۱۳۵۶۰۱ | 2002 HG5     | ۱۶ آوریل ۲۰۰۲   |
| ۱۳۵۶۰۲ | 2002 HX9     | ۱۷ آوریل ۲۰۰۲   |
| ۱۳۵۶۰۳ | 2002 HC12    | ۲۹ آوریل ۲۰۰۲   |
| ۱۳۵۶۰۴ | 2002 JL15    | ۸ مه ۲۰۰۲       |
| ۱۳۵۶۰۵ | 2002 JO18    | ۷ مه ۲۰۰۲       |
| ۱۳۵۶۰۶ | 2002 JT18    | ۷ مه ۲۰۰۲       |
| ۱۳۵۶۰۷ | 2002 JQ21    | ۹ مه ۲۰۰۲       |
| ۱۳۵۶۰۸ | 2002 JP23    | ۸ مه ۲۰۰۲       |
| ۱۳۵۶۰۹ | 2002 JP25    | ۸ مه ۲۰۰۲       |
| ۱۳۵۶۱۰ | 2002 JS26    | ۸ مه ۲۰۰۲       |
| ۱۳۵۶۱۱ | 2002 JT26    | ۸ مه ۲۰۰۲       |
| ۱۳۵۶۱۲ | 2002 JE27    | ۸ مه ۲۰۰۲       |
| ۱۳۵۶۱۳ | 2002 JN28    | ۹ مه ۲۰۰۲       |
| ۱۳۵۶۱۴ | 2002 JO31    | ۹ مه ۲۰۰۲       |
| ۱۳۵۶۱۵ | 2002 JC32    | ۹ مه ۲۰۰۲       |
| ۱۳۵۶۱۶ | 2002 JJ39    | ۹ مه ۲۰۰۲       |
| ۱۳۵۶۱۷ | 2002 JG43    | ۹ مه ۲۰۰۲       |
| ۱۳۵۶۱۸ | 2002 JG49    | ۹ مه ۲۰۰۲       |
| ۱۳۵۶۱۹ | 2002 JR51    | ۹ مه ۲۰۰۲       |
| ۱۳۵۶۲۰ | 2002 JY56    | ۹ مه ۲۰۰۲       |
| ۱۳۵۶۲۱ | 2002 JF61    | ۸ مه ۲۰۰۲       |
| ۱۳۵۶۲۲ | 2002 JX61    | ۸ مه ۲۰۰۲       |
| ۱۳۵۶۲۳ | 2002 JR67    | ۹ مه ۲۰۰۲       |
| ۱۳۵۶۲۴ | 2002 JZ68    | ۷ مه ۲۰۰۲       |
| ۱۳۵۶۲۵ | 2002 JR71    | ۸ مه ۲۰۰۲       |
| ۱۳۵۶۲۶ | 2002 JG72    | ۸ مه ۲۰۰۲       |
| ۱۳۵۶۲۷ | 2002 JU76    | ۱۱ مه ۲۰۰۲      |
| ۱۳۵۶۲۸ | 2002 JV77    | ۱۱ مه ۲۰۰۲      |
| ۱۳۵۶۲۹ | 2002 JZ77    | ۱۱ مه ۲۰۰۲      |
| ۱۳۵۶۳۰ | 2002 JS80    | ۱۱ مه ۲۰۰۲      |
| ۱۳۵۶۳۱ | 2002 JS81    | ۱۱ مه ۲۰۰۲      |
| ۱۳۵۶۳۲ | 2002 JK83    | ۱۱ مه ۲۰۰۲      |
| ۱۳۵۶۳۳ | 2002 JL83    | ۱۱ مه ۲۰۰۲      |
| ۱۳۵۶۳۴ | 2002 JP84    | ۱۱ مه ۲۰۰۲      |
| ۱۳۵۶۳۵ | 2002 JA86    | ۱۱ مه ۲۰۰۲      |
| ۱۳۵۶۳۶ | 2002 JS89    | ۱۱ مه ۲۰۰۲      |
| ۱۳۵۶۳۷ | 2002 JX91    | ۱۱ مه ۲۰۰۲      |
| ۱۳۵۶۳۸ | 2002 JJ92    | ۱۱ مه ۲۰۰۲      |
| ۱۳۵۶۳۹ | 2002 JX95    | ۱۱ مه ۲۰۰۲      |
| ۱۳۵۶۴۰ | 2002 JT98    | ۸ مه ۲۰۰۲       |
| ۱۳۵۶۴۱ | 2002 JH100   | ۶ مه ۲۰۰۲       |
| ۱۳۵۶۴۲ | 2002 JD102   | ۹ مه ۲۰۰۲       |
| ۱۳۵۶۴۳ | 2002 JM109   | ۱۱ مه ۲۰۰۲      |
| ۱۳۵۶۴۴ | 2002 JZ109   | ۱۱ مه ۲۰۰۲      |
| ۱۳۵۶۴۵ | 2002 JE132   | ۹ مه ۲۰۰۲       |
| ۱۳۵۶۴۶ | 2002 JG133   | ۹ مه ۲۰۰۲       |
| ۱۳۵۶۴۷ | 2002 KB4     | ۱۶ مه ۲۰۰۲      |
| ۱۳۵۶۴۸ | 2002 KQ4     | ۱۶ مه ۲۰۰۲      |
| ۱۳۵۶۴۹ | 2002 KQ12    | ۱۷ مه ۲۰۰۲      |
| ۱۳۵۶۵۰ | 2002 LH4     | ۵ ژوئن ۲۰۰۲     |
| ۱۳۵۶۵۱ | 2002 LM6     | ۱ ژوئن ۲۰۰۲     |
| ۱۳۵۶۵۲ | 2002 LT11    | ۵ ژوئن ۲۰۰۲     |
| ۱۳۵۶۵۳ | 2002 LE13    | ۵ ژوئن ۲۰۰۲     |
| ۱۳۵۶۵۴ | 2002 LT19    | ۶ ژوئن ۲۰۰۲     |
| ۱۳۵۶۵۵ | 2002 LC20    | ۶ ژوئن ۲۰۰۲     |
| ۱۳۵۶۵۶ | 2002 LX26    | ۷ ژوئن ۲۰۰۲     |
| ۱۳۵۶۵۷ | 2002 LQ27    | ۹ ژوئن ۲۰۰۲     |
| ۱۳۵۶۵۸ | 2002 LD49    | ۱۲ ژوئن ۲۰۰۲    |
| ۱۳۵۶۵۹ | 2002 LE51    | ۹ ژوئن ۲۰۰۲     |
| ۱۳۵۶۶۰ | 2002 LP55    | ۱۲ ژوئن ۲۰۰۲    |
| ۱۳۵۶۶۱ | 2002 LC60    | ۱۰ ژوئن ۲۰۰۲    |
| ۱۳۵۶۶۲ | 2002 MA1     | ۱۹ ژوئن ۲۰۰۲    |
| ۱۳۵۶۶۳ | 2002 ND1     | ۵ ژوئیه ۲۰۰۲    |
| ۱۳۵۶۶۴ | 2002 NH4     | ۳ ژوئیه ۲۰۰۲    |
| ۱۳۵۶۶۵ | 2002 NO13    | ۴ ژوئیه ۲۰۰۲    |
| ۱۳۵۶۶۶ | 2002 NP14    | ۴ ژوئیه ۲۰۰۲    |
| ۱۳۵۶۶۷ | 2002 NF20    | ۹ ژوئیه ۲۰۰۲    |
| ۱۳۵۶۶۸ | 2002 NT20    | ۹ ژوئیه ۲۰۰۲    |
| ۱۳۵۶۶۹ | 2002 ND23    | ۹ ژوئیه ۲۰۰۲    |
| ۱۳۵۶۷۰ | 2002 NY24    | ۹ ژوئیه ۲۰۰۲    |
| ۱۳۵۶۷۱ | 2002 NS25    | ۹ ژوئیه ۲۰۰۲    |
| ۱۳۵۶۷۲ | 2002 NZ25    | ۹ ژوئیه ۲۰۰۲    |
| ۱۳۵۶۷۳ | 2002 NX26    | ۹ ژوئیه ۲۰۰۲    |
| ۱۳۵۶۷۴ | 2002 ND31    | ۱۵ ژوئیه ۲۰۰۲   |
| ۱۳۵۶۷۵ | 2002 NU31    | ۹ ژوئیه ۲۰۰۲    |
| ۱۳۵۶۷۶ | 2002 NS40    | ۱۴ ژوئیه ۲۰۰۲   |
| ۱۳۵۶۷۷ | 2002 NG42    | ۱۴ ژوئیه ۲۰۰۲   |
| ۱۳۵۶۷۸ | 2002 ND49    | ۱۵ ژوئیه ۲۰۰۲   |
| ۱۳۵۶۷۹ | 2002 NW51    | ۱۴ ژوئیه ۲۰۰۲   |
| ۱۳۵۶۸۰ | 2002 NF54    | ۵ ژوئیه ۲۰۰۲    |
| ۱۳۵۶۸۱ | 2002 NM56    | ۹ ژوئیه ۲۰۰۲    |
| ۱۳۵۶۸۲ | 2002 OZ1     | ۱۷ ژوئیه ۲۰۰۲   |
| ۱۳۵۶۸۳ | 2002 OW3     | ۱۷ ژوئیه ۲۰۰۲   |
| ۱۳۵۶۸۴ | 2002 OK4     | ۱۸ ژوئیه ۲۰۰۲   |
| ۱۳۵۶۸۵ | 2002 OM6     | ۲۰ ژوئیه ۲۰۰۲   |
| ۱۳۵۶۸۶ | 2002 OK8     | ۱۸ ژوئیه ۲۰۰۲   |
| ۱۳۵۶۸۷ | 2002 OT12    | ۱۷ ژوئیه ۲۰۰۲   |
| ۱۳۵۶۸۸ | 2002 OK17    | ۱۸ ژوئیه ۲۰۰۲   |
| ۱۳۵۶۸۹ | 2002 OQ17    | ۱۸ ژوئیه ۲۰۰۲   |
| ۱۳۵۶۹۰ | 2002 OO18    | ۱۸ ژوئیه ۲۰۰۲   |
| ۱۳۵۶۹۱ | 2002 OS20    | ۲۲ ژوئیه ۲۰۰۲   |
| ۱۳۵۶۹۲ | 2002 OP25    | ۳۰ ژوئیه ۲۰۰۲   |
| ۱۳۵۶۹۳ | 2002 OB26    | ۲۳ ژوئیه ۲۰۰۲   |
| ۱۳۵۶۹۴ | 2002 OK26    | ۲۱ ژوئیه ۲۰۰۲   |
| ۱۳۵۶۹۴ | 2002 PK      | ۱ اوت ۲۰۰۲      |
| ۱۳۵۶۹۶ | 2002 PX4     | ۴ اوت ۲۰۰۲      |
| ۱۳۵۶۹۷ | 2002 PC16    | ۶ اوت ۲۰۰۲      |
| ۱۳۵۶۹۸ | 2002 PS16    | ۶ اوت ۲۰۰۲      |
| ۱۳۵۶۹۹ | 2002 PH17    | ۶ اوت ۲۰۰۲      |
| ۱۳۵۷۰۰ | 2002 PV18    | ۶ اوت ۲۰۰۲      |
| ۱۳۵۷۰۱ | 2002 PB24    | ۶ اوت ۲۰۰۲      |
| ۱۳۵۷۰۲ | 2002 PC29    | ۶ اوت ۲۰۰۲      |
| ۱۳۵۷۰۳ | 2002 PP37    | ۵ اوت ۲۰۰۲      |
| ۱۳۵۷۰۴ | 2002 PH39    | ۷ اوت ۲۰۰۲      |
| ۱۳۵۷۰۵ | 2002 PM40    | ۸ اوت ۲۰۰۲      |
| ۱۳۵۷۰۶ | 2002 PM41    | ۵ اوت ۲۰۰۲      |
| ۱۳۵۷۰۷ | 2002 PS41    | ۵ اوت ۲۰۰۲      |
| ۱۳۵۷۰۸ | 2002 PO44    | ۵ اوت ۲۰۰۲      |
| ۱۳۵۷۰۹ | 2002 PA46    | ۹ اوت ۲۰۰۲      |
| ۱۳۵۷۱۰ | 2002 PC46    | ۹ اوت ۲۰۰۲      |
| ۱۳۵۷۱۱ | 2002 PF48    | ۱۰ اوت ۲۰۰۲     |
| ۱۳۵۷۱۲ | 2002 PJ48    | ۱۰ اوت ۲۰۰۲     |
| ۱۳۵۷۱۳ | 2002 PQ48    | ۱۰ اوت ۲۰۰۲     |
| ۱۳۵۷۱۴ | 2002 PT49    | ۱۰ اوت ۲۰۰۲     |
| ۱۳۵۷۱۵ | 2002 PW56    | ۹ اوت ۲۰۰۲      |
| ۱۳۵۷۱۶ | 2002 PZ56    | ۹ اوت ۲۰۰۲      |
| ۱۳۵۷۱۷ | 2002 PS58    | ۱۰ اوت ۲۰۰۲     |
| ۱۳۵۷۱۸ | 2002 PO61    | ۱۱ اوت ۲۰۰۲     |
| ۱۳۵۷۱۹ | 2002 PK68    | ۶ اوت ۲۰۰۲      |
| ۱۳۵۷۲۰ | 2002 PH75    | ۱۲ اوت ۲۰۰۲     |
| ۱۳۵۷۲۱ | 2002 PR77    | ۱۱ اوت ۲۰۰۲     |
| ۱۳۵۷۲۲ | 2002 PV80    | ۱۱ اوت ۲۰۰۲     |
| ۱۳۵۷۲۳ | 2002 PG91    | ۱۳ اوت ۲۰۰۲     |
| ۱۳۵۷۲۴ | 2002 PY94    | ۱۲ اوت ۲۰۰۲     |
| ۱۳۵۷۲۵ | 2002 PN99    | ۱۴ اوت ۲۰۰۲     |
| ۱۳۵۷۲۶ | 2002 PK101   | ۱۲ اوت ۲۰۰۲     |
| ۱۳۵۷۲۷ | 2002 PJ107   | ۱۲ اوت ۲۰۰۲     |
| ۱۳۵۷۲۸ | 2002 PN117   | ۱۵ اوت ۲۰۰۲     |
| ۱۳۵۷۲۹ | 2002 PR117   | ۱۵ اوت ۲۰۰۲     |
| ۱۳۵۷۳۰ | 2002 PX118   | ۱۳ اوت ۲۰۰۲     |
| ۱۳۵۷۳۱ | 2002 PF124   | ۱۳ اوت ۲۰۰۲     |
| ۱۳۵۷۳۲ | 2002 PY126   | ۱۴ اوت ۲۰۰۲     |
| ۱۳۵۷۳۳ | 2002 PE129   | ۱۴ اوت ۲۰۰۲     |
| ۱۳۵۷۳۴ | 2002 PW129   | ۱۵ اوت ۲۰۰۲     |
| ۱۳۵۷۳۵ | 2002 PS131   | ۱۵ اوت ۲۰۰۲     |
| ۱۳۵۷۳۶ | 2002 PS139   | ۱۳ اوت ۲۰۰۲     |
| ۱۳۵۷۳۷ | 2002 PV140   | ۱۴ اوت ۲۰۰۲     |
| ۱۳۵۷۳۸ | 2002 PX140   | ۱۴ اوت ۲۰۰۲     |
| ۱۳۵۷۳۹ | 2002 PT150   | ۹ اوت ۲۰۰۲      |
| ۱۳۵۷۴۰ | 2002 PF158   | ۸ اوت ۲۰۰۲      |
| ۱۳۵۷۴۱ | 2002 PV165   | ۸ اوت ۲۰۰۲      |
| ۱۳۵۷۴۲ | 2002 PB171   | ۵ اوت ۲۰۰۲      |
| ۱۳۵۷۴۳ | 2002 PU175   | ۱۱ اوت ۲۰۰۲     |
| ۱۳۵۷۴۴ | 2002 QH4     | ۱۶ اوت ۲۰۰۲     |
| ۱۳۵۷۴۵ | 2002 QW5     | ۱۷ اوت ۲۰۰۲     |
| ۱۳۵۷۴۶ | 2002 QR7     | ۱۶ اوت ۲۰۰۲     |
| ۱۳۵۷۴۷ | 2002 QV7     | ۱۹ اوت ۲۰۰۲     |
| ۱۳۵۷۴۸ | 2002 QF10    | ۲۴ اوت ۲۰۰۲     |
| ۱۳۵۷۴۹ | 2002 QA17    | ۲۷ اوت ۲۰۰۲     |
| ۱۳۵۷۵۰ | 2002 QM18    | ۲۶ اوت ۲۰۰۲     |
| ۱۳۵۷۵۱ | 2002 QT20    | ۲۸ اوت ۲۰۰۲     |
| ۱۳۵۷۵۲ | 2002 QQ22    | ۲۷ اوت ۲۰۰۲     |
| ۱۳۵۷۵۳ | 2002 QU44    | ۳۰ اوت ۲۰۰۲     |
| ۱۳۵۷۵۴ | 2002 QQ58    | ۱۷ اوت ۲۰۰۲     |
| ۱۳۵۷۵۵ | 2002 QL79    | ۱۶ اوت ۲۰۰۲     |
| ۱۳۵۷۵۵ | 2002 RN      | ۲ سپتامبر ۲۰۰۲  |
| ۱۳۵۷۵۷ | 2002 RG15    | ۴ سپتامبر ۲۰۰۲  |
| ۱۳۵۷۵۸ | 2002 RP15    | ۴ سپتامبر ۲۰۰۲  |
| ۱۳۵۷۵۹ | 2002 RN17    | ۴ سپتامبر ۲۰۰۲  |
| ۱۳۵۷۶۰ | 2002 RY18    | ۴ سپتامبر ۲۰۰۲  |
| ۱۳۵۷۶۱ | 2002 RZ20    | ۴ سپتامبر ۲۰۰۲  |
| ۱۳۵۷۶۲ | 2002 RC21    | ۴ سپتامبر ۲۰۰۲  |
| ۱۳۵۷۶۳ | 2002 RV22    | ۴ سپتامبر ۲۰۰۲  |
| ۱۳۵۷۶۴ | 2002 RD28    | ۵ سپتامبر ۲۰۰۲  |
| ۱۳۵۷۶۵ | 2002 RA29    | ۳ سپتامبر ۲۰۰۲  |
| ۱۳۵۷۶۶ | 2002 RA30    | ۴ سپتامبر ۲۰۰۲  |
| ۱۳۵۷۶۷ | 2002 RM30    | ۴ سپتامبر ۲۰۰۲  |
| ۱۳۵۷۶۸ | 2002 RH35    | ۴ سپتامبر ۲۰۰۲  |
| ۱۳۵۷۶۹ | 2002 RJ35    | ۴ سپتامبر ۲۰۰۲  |
| ۱۳۵۷۷۰ | 2002 RW37    | ۵ سپتامبر ۲۰۰۲  |
| ۱۳۵۷۷۱ | 2002 RH41    | ۵ سپتامبر ۲۰۰۲  |
| ۱۳۵۷۷۲ | 2002 RY43    | ۵ سپتامبر ۲۰۰۲  |
| ۱۳۵۷۷۳ | 2002 RB47    | ۵ سپتامبر ۲۰۰۲  |
| ۱۳۵۷۷۴ | 2002 RB50    | ۵ سپتامبر ۲۰۰۲  |
| ۱۳۵۷۷۵ | 2002 RB54    | ۵ سپتامبر ۲۰۰۲  |
| ۱۳۵۷۷۶ | 2002 RY56    | ۵ سپتامبر ۲۰۰۲  |
| ۱۳۵۷۷۷ | 2002 RG61    | ۵ سپتامبر ۲۰۰۲  |
| ۱۳۵۷۷۸ | 2002 RA63    | ۵ سپتامبر ۲۰۰۲  |
| ۱۳۵۷۷۹ | 2002 RK65    | ۵ سپتامبر ۲۰۰۲  |
| ۱۳۵۷۸۰ | 2002 RB67    | ۳ سپتامبر ۲۰۰۲  |
| ۱۳۵۷۸۱ | 2002 RF74    | ۵ سپتامبر ۲۰۰۲  |
| ۱۳۵۷۸۲ | 2002 RA78    | ۵ سپتامبر ۲۰۰۲  |
| ۱۳۵۷۸۳ | 2002 RX79    | ۵ سپتامبر ۲۰۰۲  |
| ۱۳۵۷۸۴ | 2002 RZ81    | ۵ سپتامبر ۲۰۰۲  |
| ۱۳۵۷۸۵ | 2002 RH84    | ۵ سپتامبر ۲۰۰۲  |
| ۱۳۵۷۸۶ | 2002 RL84    | ۵ سپتامبر ۲۰۰۲  |
| ۱۳۵۷۸۷ | 2002 RR85    | ۵ سپتامبر ۲۰۰۲  |
| ۱۳۵۷۸۸ | 2002 RZ86    | ۵ سپتامبر ۲۰۰۲  |
| ۱۳۵۷۸۹ | 2002 RL92    | ۵ سپتامبر ۲۰۰۲  |
| ۱۳۵۷۹۰ | 2002 RM93    | ۵ سپتامبر ۲۰۰۲  |
| ۱۳۵۷۹۱ | 2002 RZ93    | ۵ سپتامبر ۲۰۰۲  |
| ۱۳۵۷۹۲ | 2002 RJ95    | ۵ سپتامبر ۲۰۰۲  |
| ۱۳۵۷۹۳ | 2002 RO96    | ۵ سپتامبر ۲۰۰۲  |
| ۱۳۵۷۹۴ | 2002 RC97    | ۵ سپتامبر ۲۰۰۲  |
| ۱۳۵۷۹۵ | 2002 RP99    | ۵ سپتامبر ۲۰۰۲  |
| ۱۳۵۷۹۶ | 2002 RM100   | ۵ سپتامبر ۲۰۰۲  |
| ۱۳۵۷۹۷ | 2002 RA101   | ۵ سپتامبر ۲۰۰۲  |
| ۱۳۵۷۹۸ | 2002 RR101   | ۵ سپتامبر ۲۰۰۲  |
| ۱۳۵۷۹۹ | 2002 RZ111   | ۷ سپتامبر ۲۰۰۲  |
| ۱۳۵۸۰۰ | 2002 RE116   | ۶ سپتامبر ۲۰۰۲  |
| ۱۳۵۸۰۱ | 2002 RF116   | ۶ سپتامبر ۲۰۰۲  |
| ۱۳۵۸۰۲ | 2002 RA119   | ۳ سپتامبر ۲۰۰۲  |
| ۱۳۵۸۰۳ | 2002 RE119   | ۶ سپتامبر ۲۰۰۲  |
| ۱۳۵۸۰۴ | 2002 RN119   | ۶ سپتامبر ۲۰۰۲  |
| ۱۳۵۸۰۵ | 2002 RF121   | ۷ سپتامبر ۲۰۰۲  |
| ۱۳۵۸۰۶ | 2002 RY121   | ۸ سپتامبر ۲۰۰۲  |
| ۱۳۵۸۰۷ | 2002 RJ131   | ۱۱ سپتامبر ۲۰۰۲ |
| ۱۳۵۸۰۸ | 2002 RT135   | ۱۰ سپتامبر ۲۰۰۲ |
| ۱۳۵۸۰۹ | 2002 RX136   | ۱۱ سپتامبر ۲۰۰۲ |
| ۱۳۵۸۱۰ | 2002 RT142   | ۱۱ سپتامبر ۲۰۰۲ |
| ۱۳۵۸۱۱ | 2002 RG156   | ۱۱ سپتامبر ۲۰۰۲ |
| ۱۳۵۸۱۲ | 2002 RL169   | ۱۳ سپتامبر ۲۰۰۲ |
| ۱۳۵۸۱۳ | 2002 RP172   | ۱۳ سپتامبر ۲۰۰۲ |
| ۱۳۵۸۱۴ | 2002 RH178   | ۱۳ سپتامبر ۲۰۰۲ |
| ۱۳۵۸۱۵ | 2002 RJ184   | ۱۲ سپتامبر ۲۰۰۲ |
| ۱۳۵۸۱۶ | 2002 RR186   | ۱۲ سپتامبر ۲۰۰۲ |
| ۱۳۵۸۱۷ | 2002 RH187   | ۱۳ سپتامبر ۲۰۰۲ |
| ۱۳۵۸۱۸ | 2002 RB200   | ۱۳ سپتامبر ۲۰۰۲ |
| ۱۳۵۸۱۹ | 2002 RQ201   | ۱۳ سپتامبر ۲۰۰۲ |
| ۱۳۵۸۲۰ | 2002 RN202   | ۱۳ سپتامبر ۲۰۰۲ |
| ۱۳۵۸۲۱ | 2002 RO203   | ۱۴ سپتامبر ۲۰۰۲ |
| ۱۳۵۸۲۲ | 2002 RF208   | ۱۲ سپتامبر ۲۰۰۲ |
| ۱۳۵۸۲۳ | 2002 RN216   | ۱۳ سپتامبر ۲۰۰۲ |
| ۱۳۵۸۲۴ | 2002 RP217   | ۱۴ سپتامبر ۲۰۰۲ |
| ۱۳۵۸۲۵ | 2002 RW223   | ۱۳ سپتامبر ۲۰۰۲ |
| ۱۳۵۸۲۶ | 2002 RU226   | ۱۴ سپتامبر ۲۰۰۲ |
| ۱۳۵۸۲۷ | 2002 RB229   | ۱۴ سپتامبر ۲۰۰۲ |
| ۱۳۵۸۲۸ | 2002 RZ229   | ۱۴ سپتامبر ۲۰۰۲ |
| ۱۳۵۸۲۹ | 2002 RJ233   | ۱۴ سپتامبر ۲۰۰۲ |
| ۱۳۵۸۳۰ | 2002 RE241   | ۱۳ سپتامبر ۲۰۰۲ |
| ۱۳۵۸۳۱ | 2002 RC243   | ۱ سپتامبر ۲۰۰۲  |
| ۱۳۵۸۳۲ | 2002 RL244   | ۵ سپتامبر ۲۰۰۲  |
| ۱۳۵۸۳۳ | 2002 RD245   | ۱۴ سپتامبر ۲۰۰۲ |
| ۱۳۵۸۳۳ | 2002 SO      | ۲۱ سپتامبر ۲۰۰۲ |
| ۱۳۵۸۳۵ | 2002 SZ3     | ۲۶ سپتامبر ۲۰۰۲ |
| ۱۳۵۸۳۶ | 2002 SX9     | ۲۷ سپتامبر ۲۰۰۲ |
| ۱۳۵۸۳۷ | 2002 SF11    | ۲۷ سپتامبر ۲۰۰۲ |
| ۱۳۵۸۳۸ | 2002 SG19    | ۲۷ سپتامبر ۲۰۰۲ |
| ۱۳۵۸۳۹ | 2002 SA21    | ۲۶ سپتامبر ۲۰۰۲ |
| ۱۳۵۸۴۰ | 2002 SE25    | ۲۸ سپتامبر ۲۰۰۲ |
| ۱۳۵۸۴۱ | 2002 SO25    | ۲۸ سپتامبر ۲۰۰۲ |
| ۱۳۵۸۴۲ | 2002 SX30    | ۲۸ سپتامبر ۲۰۰۲ |
| ۱۳۵۸۴۳ | 2002 SY30    | ۲۸ سپتامبر ۲۰۰۲ |
| ۱۳۵۸۴۴ | 2002 SG31    | ۲۸ سپتامبر ۲۰۰۲ |
| ۱۳۵۸۴۵ | 2002 SK32    | ۲۸ سپتامبر ۲۰۰۲ |
| ۱۳۵۸۴۶ | 2002 SO37    | ۲۹ سپتامبر ۲۰۰۲ |
| ۱۳۵۸۴۷ | 2002 SR38    | ۳۰ سپتامبر ۲۰۰۲ |
| ۱۳۵۸۴۸ | 2002 SN42    | ۲۸ سپتامبر ۲۰۰۲ |
| ۱۳۵۸۴۹ | 2002 SP42    | ۲۸ سپتامبر ۲۰۰۲ |
| ۱۳۵۸۵۰ | 2002 SV42    | ۲۸ سپتامبر ۲۰۰۲ |
| ۱۳۵۸۵۱ | 2002 SA47    | ۲۹ سپتامبر ۲۰۰۲ |
| ۱۳۵۸۵۲ | 2002 SD50    | ۳۰ سپتامبر ۲۰۰۲ |
| ۱۳۵۸۵۳ | 2002 SG52    | ۱۷ سپتامبر ۲۰۰۲ |
| ۱۳۵۸۵۴ | 2002 SF53    | ۱۸ سپتامبر ۲۰۰۲ |
| ۱۳۵۸۵۵ | 2002 ST53    | ۲۰ سپتامبر ۲۰۰۲ |
| ۱۳۵۸۵۶ | 2002 SC57    | ۳۰ سپتامبر ۲۰۰۲ |
| ۱۳۵۸۵۷ | 2002 SY57    | ۳۰ سپتامبر ۲۰۰۲ |
| ۱۳۵۸۵۸ | 2002 SO58    | ۳۰ سپتامبر ۲۰۰۲ |
| ۱۳۵۸۵۸ | 2002 TS      | ۱ اکتبر ۲۰۰۲    |
| ۱۳۵۸۶۰ | 2002 TD3     | ۱ اکتبر ۲۰۰۲    |
| ۱۳۵۸۶۱ | 2002 TG4     | ۱ اکتبر ۲۰۰۲    |
| ۱۳۵۸۶۲ | 2002 TH4     | ۱ اکتبر ۲۰۰۲    |
| ۱۳۵۸۶۳ | 2002 TE6     | ۱ اکتبر ۲۰۰۲    |
| ۱۳۵۸۶۴ | 2002 TA10    | ۱ اکتبر ۲۰۰۲    |
| ۱۳۵۸۶۵ | 2002 TS16    | ۲ اکتبر ۲۰۰۲    |
| ۱۳۵۸۶۶ | 2002 TF21    | ۲ اکتبر ۲۰۰۲    |
| ۱۳۵۸۶۷ | 2002 TL23    | ۲ اکتبر ۲۰۰۲    |
| ۱۳۵۸۶۸ | 2002 TM25    | ۲ اکتبر ۲۰۰۲    |
| ۱۳۵۸۶۹ | 2002 TP25    | ۲ اکتبر ۲۰۰۲    |
| ۱۳۵۸۷۰ | 2002 TW29    | ۲ اکتبر ۲۰۰۲    |
| ۱۳۵۸۷۱ | 2002 TN31    | ۲ اکتبر ۲۰۰۲    |
| ۱۳۵۸۷۲ | 2002 TL32    | ۲ اکتبر ۲۰۰۲    |
| ۱۳۵۸۷۳ | 2002 TF34    | ۲ اکتبر ۲۰۰۲    |
| ۱۳۵۸۷۴ | 2002 TJ34    | ۲ اکتبر ۲۰۰۲    |
| ۱۳۵۸۷۵ | 2002 TY34    | ۲ اکتبر ۲۰۰۲    |
| ۱۳۵۸۷۶ | 2002 TW35    | ۲ اکتبر ۲۰۰۲    |
| ۱۳۵۸۷۷ | 2002 TR36    | ۲ اکتبر ۲۰۰۲    |
| ۱۳۵۸۷۸ | 2002 TN39    | ۲ اکتبر ۲۰۰۲    |
| ۱۳۵۸۷۹ | 2002 TF43    | ۲ اکتبر ۲۰۰۲    |
| ۱۳۵۸۸۰ | 2002 TR43    | ۲ اکتبر ۲۰۰۲    |
| ۱۳۵۸۸۱ | 2002 TD44    | ۲ اکتبر ۲۰۰۲    |
| ۱۳۵۸۸۲ | 2002 TH46    | ۲ اکتبر ۲۰۰۲    |
| ۱۳۵۸۸۳ | 2002 TH48    | ۲ اکتبر ۲۰۰۲    |
| ۱۳۵۸۸۴ | 2002 TF49    | ۲ اکتبر ۲۰۰۲    |
| ۱۳۵۸۸۵ | 2002 TX49    | ۲ اکتبر ۲۰۰۲    |
| ۱۳۵۸۸۶ | 2002 TH52    | ۲ اکتبر ۲۰۰۲    |
| ۱۳۵۸۸۷ | 2002 TM52    | ۲ اکتبر ۲۰۰۲    |
| ۱۳۵۸۸۸ | 2002 TA54    | ۲ اکتبر ۲۰۰۲    |
| ۱۳۵۸۸۹ | 2002 TN61    | ۳ اکتبر ۲۰۰۲    |
| ۱۳۵۸۹۰ | 2002 TF63    | ۳ اکتبر ۲۰۰۲    |
| ۱۳۵۸۹۱ | 2002 TU63    | ۴ اکتبر ۲۰۰۲    |
| ۱۳۵۸۹۲ | 2002 TY65    | ۴ اکتبر ۲۰۰۲    |
| ۱۳۵۸۹۳ | 2002 TZ71    | ۳ اکتبر ۲۰۰۲    |
| ۱۳۵۸۹۴ | 2002 TT73    | ۳ اکتبر ۲۰۰۲    |
| ۱۳۵۸۹۵ | 2002 TH74    | ۳ اکتبر ۲۰۰۲    |
| ۱۳۵۸۹۶ | 2002 TG76    | ۱ اکتبر ۲۰۰۲    |
| ۱۳۵۸۹۷ | 2002 TJ76    | ۱ اکتبر ۲۰۰۲    |
| ۱۳۵۸۹۸ | 2002 TO77    | ۱ اکتبر ۲۰۰۲    |
| ۱۳۵۸۹۹ | 2002 TR77    | ۱ اکتبر ۲۰۰۲    |
| ۱۳۵۹۰۰ | 2002 TJ78    | ۱ اکتبر ۲۰۰۲    |
| ۱۳۵۹۰۱ | 2002 TJ80    | ۱ اکتبر ۲۰۰۲    |
| ۱۳۵۹۰۲ | 2002 TF83    | ۲ اکتبر ۲۰۰۲    |
| ۱۳۵۹۰۳ | 2002 TK89    | ۳ اکتبر ۲۰۰۲    |
| ۱۳۵۹۰۴ | 2002 TN90    | ۳ اکتبر ۲۰۰۲    |
| ۱۳۵۹۰۵ | 2002 TR90    | ۳ اکتبر ۲۰۰۲    |
| ۱۳۵۹۰۶ | 2002 TV90    | ۳ اکتبر ۲۰۰۲    |
| ۱۳۵۹۰۷ | 2002 TJ100   | ۴ اکتبر ۲۰۰۲    |
| ۱۳۵۹۰۸ | 2002 TO103   | ۴ اکتبر ۲۰۰۲    |
| ۱۳۵۹۰۹ | 2002 TG105   | ۴ اکتبر ۲۰۰۲    |
| ۱۳۵۹۱۰ | 2002 TZ110   | ۲ اکتبر ۲۰۰۲    |
| ۱۳۵۹۱۱ | 2002 TZ114   | ۳ اکتبر ۲۰۰۲    |
| ۱۳۵۹۱۲ | 2002 TP121   | ۳ اکتبر ۲۰۰۲    |
| ۱۳۵۹۱۳ | 2002 TD136   | ۴ اکتبر ۲۰۰۲    |
| ۱۳۵۹۱۴ | 2002 TX136   | ۴ اکتبر ۲۰۰۲    |
| ۱۳۵۹۱۵ | 2002 TQ137   | ۴ اکتبر ۲۰۰۲    |
| ۱۳۵۹۱۶ | 2002 TN139   | ۴ اکتبر ۲۰۰۲    |
| ۱۳۵۹۱۷ | 2002 TW147   | ۴ اکتبر ۲۰۰۲    |
| ۱۳۵۹۱۸ | 2002 TO157   | ۵ اکتبر ۲۰۰۲    |
| ۱۳۵۹۱۹ | 2002 TO158   | ۵ اکتبر ۲۰۰۲    |
| ۱۳۵۹۲۰ | 2002 TC163   | ۵ اکتبر ۲۰۰۲    |
| ۱۳۵۹۲۱ | 2002 TS167   | ۳ اکتبر ۲۰۰۲    |
| ۱۳۵۹۲۲ | 2002 TV170   | ۳ اکتبر ۲۰۰۲    |
| ۱۳۵۹۲۳ | 2002 TM171   | ۳ اکتبر ۲۰۰۲    |
| ۱۳۵۹۲۴ | 2002 TJ173   | ۴ اکتبر ۲۰۰۲    |
| ۱۳۵۹۲۵ | 2002 TP175   | ۴ اکتبر ۲۰۰۲    |
| ۱۳۵۹۲۶ | 2002 TW179   | ۱۴ اکتبر ۲۰۰۲   |
| ۱۳۵۹۲۷ | 2002 TH180   | ۱۴ اکتبر ۲۰۰۲   |
| ۱۳۵۹۲۸ | 2002 TV180   | ۱۴ اکتبر ۲۰۰۲   |
| ۱۳۵۹۲۹ | 2002 TC181   | ۱۴ اکتبر ۲۰۰۲   |
| ۱۳۵۹۳۰ | 2002 TQ182   | ۴ اکتبر ۲۰۰۲    |
| ۱۳۵۹۳۱ | 2002 TU183   | ۴ اکتبر ۲۰۰۲    |
| ۱۳۵۹۳۲ | 2002 TJ185   | ۴ اکتبر ۲۰۰۲    |
| ۱۳۵۹۳۳ | 2002 TA186   | ۴ اکتبر ۲۰۰۲    |
| ۱۳۵۹۳۴ | 2002 TU186   | ۴ اکتبر ۲۰۰۲    |
| ۱۳۵۹۳۵ | 2002 TS187   | ۴ اکتبر ۲۰۰۲    |
| ۱۳۵۹۳۶ | 2002 TO190   | ۱۱ اکتبر ۲۰۰۲   |
| ۱۳۵۹۳۷ | 2002 TW190   | ۱ اکتبر ۲۰۰۲    |
| ۱۳۵۹۳۸ | 2002 TV191   | ۵ اکتبر ۲۰۰۲    |
| ۱۳۵۹۳۹ | 2002 TJ192   | ۵ اکتبر ۲۰۰۲    |
| ۱۳۵۹۴۰ | 2002 TG196   | ۳ اکتبر ۲۰۰۲    |
| ۱۳۵۹۴۱ | 2002 TJ196   | ۳ اکتبر ۲۰۰۲    |
| ۱۳۵۹۴۲ | 2002 TA198   | ۴ اکتبر ۲۰۰۲    |
| ۱۳۵۹۴۳ | 2002 TN205   | ۴ اکتبر ۲۰۰۲    |
| ۱۳۵۹۴۴ | 2002 TY205   | ۴ اکتبر ۲۰۰۲    |
| ۱۳۵۹۴۵ | 2002 TO206   | ۴ اکتبر ۲۰۰۲    |
| ۱۳۵۹۴۶ | 2002 TU211   | ۶ اکتبر ۲۰۰۲    |
| ۱۳۵۹۴۷ | 2002 TC212   | ۶ اکتبر ۲۰۰۲    |
| ۱۳۵۹۴۸ | 2002 TN215   | ۴ اکتبر ۲۰۰۲    |
| ۱۳۵۹۴۹ | 2002 TQ219   | ۵ اکتبر ۲۰۰۲    |
| ۱۳۵۹۵۰ | 2002 TZ224   | ۸ اکتبر ۲۰۰۲    |
| ۱۳۵۹۵۱ | 2002 TF226   | ۸ اکتبر ۲۰۰۲    |
| ۱۳۵۹۵۲ | 2002 TJ226   | ۸ اکتبر ۲۰۰۲    |
| ۱۳۵۹۵۳ | 2002 TS226   | ۸ اکتبر ۲۰۰۲    |
| ۱۳۵۹۵۴ | 2002 TS232   | ۶ اکتبر ۲۰۰۲    |
| ۱۳۵۹۵۵ | 2002 TE237   | ۶ اکتبر ۲۰۰۲    |
| ۱۳۵۹۵۶ | 2002 TA238   | ۷ اکتبر ۲۰۰۲    |
| ۱۳۵۹۵۷ | 2002 TS239   | ۹ اکتبر ۲۰۰۲    |
| ۱۳۵۹۵۸ | 2002 TM245   | ۷ اکتبر ۲۰۰۲    |
| ۱۳۵۹۵۹ | 2002 TP255   | ۹ اکتبر ۲۰۰۲    |
| ۱۳۵۹۶۰ | 2002 TW258   | ۹ اکتبر ۲۰۰۲    |
| ۱۳۵۹۶۱ | 2002 TK260   | ۹ اکتبر ۲۰۰۲    |
| ۱۳۵۹۶۲ | 2002 TC261   | ۹ اکتبر ۲۰۰۲    |
| ۱۳۵۹۶۳ | 2002 TK265   | ۱۰ اکتبر ۲۰۰۲   |
| ۱۳۵۹۶۴ | 2002 TN266   | ۱۰ اکتبر ۲۰۰۲   |
| ۱۳۵۹۶۵ | 2002 TC268   | ۹ اکتبر ۲۰۰۲    |
| ۱۳۵۹۶۶ | 2002 TG279   | ۱۰ اکتبر ۲۰۰۲   |
| ۱۳۵۹۶۷ | 2002 TD281   | ۱۰ اکتبر ۲۰۰۲   |
| ۱۳۵۹۶۸ | 2002 TT283   | ۱۰ اکتبر ۲۰۰۲   |
| ۱۳۵۹۶۹ | 2002 TA284   | ۱۰ اکتبر ۲۰۰۲   |
| ۱۳۵۹۷۰ | 2002 TE284   | ۱۰ اکتبر ۲۰۰۲   |
| ۱۳۵۹۷۱ | 2002 TZ284   | ۱۰ اکتبر ۲۰۰۲   |
| ۱۳۵۹۷۲ | 2002 TH287   | ۱۰ اکتبر ۲۰۰۲   |
| ۱۳۵۹۷۳ | 2002 TQ292   | ۱۰ اکتبر ۲۰۰۲   |
| ۱۳۵۹۷۴ | 2002 TX292   | ۱۰ اکتبر ۲۰۰۲   |
| ۱۳۵۹۷۵ | 2002 TL294   | ۱۱ اکتبر ۲۰۰۲   |
| ۱۳۵۹۷۶ | 2002 TA296   | ۱۳ اکتبر ۲۰۰۲   |
| ۱۳۵۹۷۷ | 2002 TN298   | ۱۲ اکتبر ۲۰۰۲   |
| ۱۳۵۹۷۸ | 2002 TD304   | ۴ اکتبر ۲۰۰۲    |
| ۱۳۵۹۷۹ | 2002 TZ368   | ۱۰ اکتبر ۲۰۰۲   |
| ۱۳۵۹۸۰ | 2002 TG369   | ۱۰ اکتبر ۲۰۰۲   |
| ۱۳۵۹۸۱ | 2002 US4     | ۲۹ اکتبر ۲۰۰۲   |
| ۱۳۵۹۸۲ | 2002 UO8     | ۲۸ اکتبر ۲۰۰۲   |
| ۱۳۵۹۸۳ | 2002 UD9     | ۲۸ اکتبر ۲۰۰۲   |
| ۱۳۵۹۸۴ | 2002 UC15    | ۳۰ اکتبر ۲۰۰۲   |
| ۱۳۵۹۸۵ | 2002 UV16    | ۳۰ اکتبر ۲۰۰۲   |
| ۱۳۵۹۸۶ | 2002 UW17    | ۳۰ اکتبر ۲۰۰۲   |
| ۱۳۵۹۸۷ | 2002 UC19    | ۳۰ اکتبر ۲۰۰۲   |
| ۱۳۵۹۸۸ | 2002 UL19    | ۳۰ اکتبر ۲۰۰۲   |
| ۱۳۵۹۸۹ | 2002 UN22    | ۳۰ اکتبر ۲۰۰۲   |
| ۱۳۵۹۹۰ | 2002 UL32    | ۳۰ اکتبر ۲۰۰۲   |
| ۱۳۵۹۹۱ | 2002 UY35    | ۳۱ اکتبر ۲۰۰۲   |
| ۱۳۵۹۹۲ | 2002 UY45    | ۳۱ اکتبر ۲۰۰۲   |
| ۱۳۵۹۹۳ | 2002 VP2     | ۱ نوامبر ۲۰۰۲   |
| ۱۳۵۹۹۴ | 2002 VY20    | ۵ نوامبر ۲۰۰۲   |
| ۱۳۵۹۹۵ | 2002 VX25    | ۵ نوامبر ۲۰۰۲   |
| ۱۳۵۹۹۶ | 2002 VY25    | ۵ نوامبر ۲۰۰۲   |
| ۱۳۵۹۹۷ | 2002 VD27    | ۵ نوامبر ۲۰۰۲   |
| ۱۳۵۹۹۸ | 2002 VM29    | ۵ نوامبر ۲۰۰۲   |
| ۱۳۵۹۹۹ | 2002 VV37    | ۵ نوامبر ۲۰۰۲   |
| ۱۳۶۰۰۰ | 2002 VL38    | ۵ نوامبر ۲۰۰۲   |